# المسيحية في بيرو

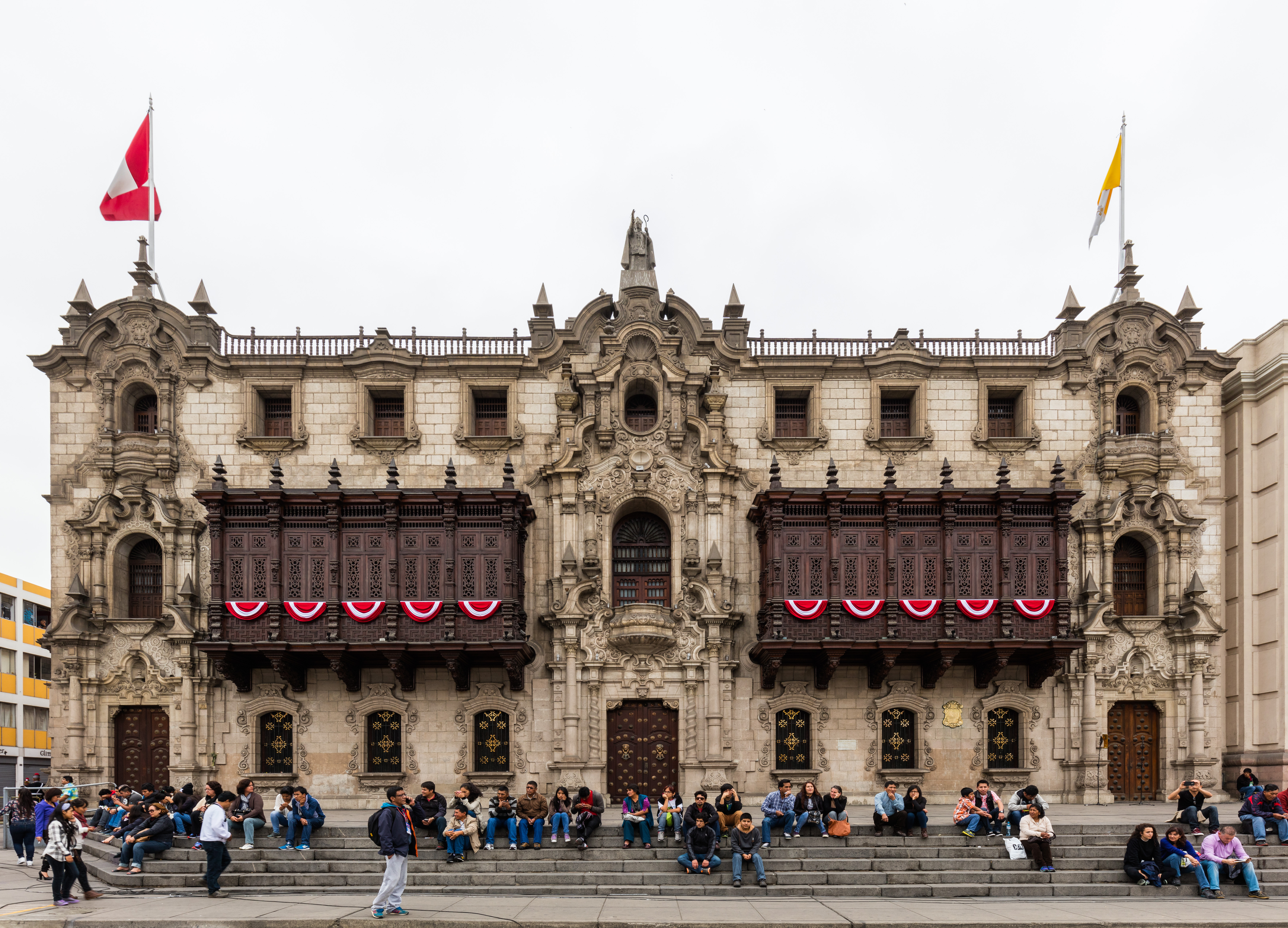
قصر رئيس الأساقفة في ليما؛ وهو المقر الإداري للأبرشية الرومانية الكاثوليكية في ليما.

المسيحية في بيرو هي الديانة السائدة والمهيمنة، وتعد المسيحية الكاثوليكية كبرى الطوائف المسيحيَّة في البيرو. في إحصاء 2017 عرّف 94.4% من السكان بعمر أكبر من 12 سنة أنفسهم بأنهم مسيحيون، وقد سمّى 76.03% أنفسهم كاثوليك وسمّى 14.07% أنفسهم بالإنجيليين وحوالي 4.4% كانوا من أتباع طوائف مسيحية أخرى، وحوالي 5.0% لا يتبعون أي دين. في القرن السادس عشر كانت تنتشر عبادة الشمس وعناصر الطبيعة ولكن بعد الغزو الأسباني للبيرو أصبح معظم السكان يتبعون مذهب الكنيسة الرومانية الكاثوليكية.
على الرغم من أن الدستور ينص على الحرية الدينية إلا أن القانون ينص أيضاً على تعليم الدين في المدارس العامة والخاصة وجعل المادة الدينية جزءاً من المناهج الدراسية عبر كامل المراحل الدراسية؛ والكاثوليكية هي الديانة الوحيدة التي تدرس في المدارس. يضاف إلى ذلك وجود الرموز الدينية المسيحية في أغلب المباني الحكومية والأماكن العامة، كما أنَّ المشهد والثقافة الكاثوليكية متجذّرة ومتداخلة في ثقافة البيرو، حيث كان تأثير الكنيسة في تطوير الثقافة البيروفية هامًا طوال الحقبة الاستعمارية وفي حقبة الجمهورية.

## تاريخ

### الحقبة الاستعماريَّة

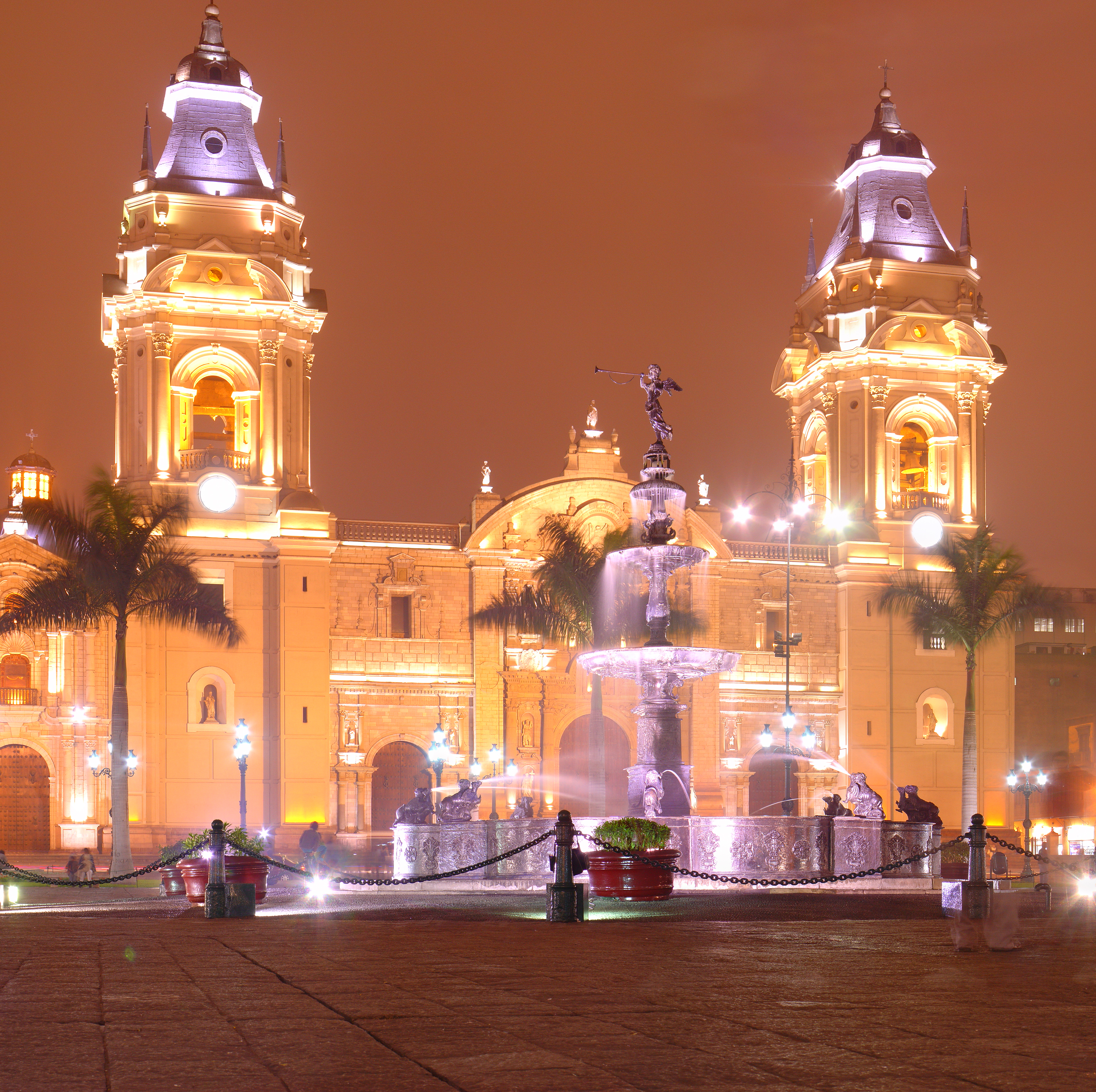
كاتدرائية ليما؛ وهي من مآثر الحقبة الاستعماريَّة.

كانت البيرو مقر للعديد من الثقافات التي يعود تاريخها إلى آلاف السنين، ومن ضمنها إمبراطورية الأنكا، والتي شكلت بنية اجتماعية واقتصادية مميزة. كانت أكبر إمبراطورية في مرحلة ما قبل اكتشاف كريستوفر كولومبوس أمريكا، والمركز السياسي والعسكري والإداري يقع في بيرو وتحديداً في مدينة كوسكو، وتمكنت مجموعة من السكان الأصليين والكونكويستادور بقيادة فرانسيسكو بيسارو من هزيمة وأسر إمبراطور الإنكا أتاوالبا. طلب فرانسيسكو فدية من الذهب والفضة مقابل الإفراج عن أتاوالبا، ومع أنه تم تسليمه غرفة من الذهب وغرفتين من الفضة، إلا أن فرانسيسكو نكث العهد وقام بإعدام أتاوالبا، وهو ما مكنه من احتلال إمبراطورية الإنكا وفرض الحكم الإسباني. بعد مرور عشر سنوات، قام التاج الإسباني بإنشاء «ممثلية التاج الإسباني في بيرو» التي تضمنت جميع مستعمرات إسبانيا في أمريكا الجنوبية. قام ممثل التاج الإسباني فرانسيسكو دي توليدو بإعادة تنظيم الدولة خلال السبعينيات من القرن السادس عشر، فقد اعتمد على إجبار الأمريكيين الأصليين على العمل، حيث كان استخراج الفضة النشاط الاقتصادي الرئيس في البلاد.
تزامن تبشير بيرو مع اكتشاف هذه المناطق في القرن الخامس عشر. فقد وصل إليها المرسلون والمبشرّون غداة اكتشافها. وكانت الجمعيات الرهبانية مثل الدومنيكان والفرنسيسكان واليسوعيون وغيرهم أول وصل للهذه القارة لهذا العمل. أوفد اليسوعيين بعثات كثيرة حول العالم لنشر الإنجيل. تصرفت الجيوش الإسبانية بوحشية ولقد برز بين هؤلاء المرسلين الذين دافعوا عن حقوق وحرية بارتولومي دي لاس كاساس. لم يقوم الإسبان بغزو بيرو عسكريًا فحسب، بل سعوا أيضًا إلى تحويل السكان الأصليين إلى المسيحية. استمرت المعتقدات والممارسات الدينية لشعوب الأنديز الأصليَّة، والتي سعت الكنيسة الكاثوليكية إلى قمعها. وأنشأت أبرشية ليما في 12 فبراير عام 1546 بعد موافقة البابا بولس الثالث؛ وقد بنيت العديد من الكنائس في الفترة الاستعمارية والتي شكلت من مظاهر العمارة الكاثوليكية.

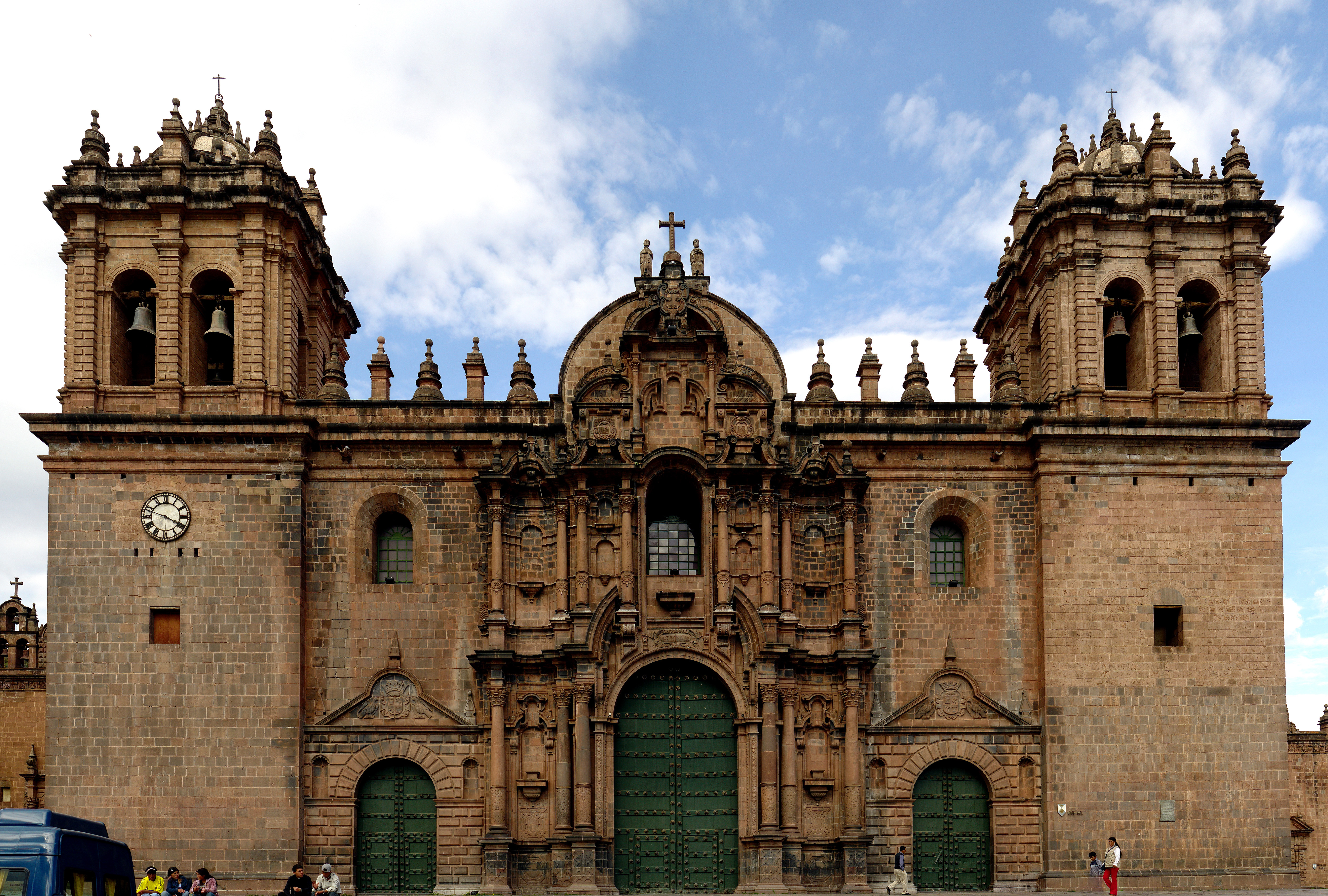
كاتدرائية كوسكو؛ بنيت عام 1668.

على الرغم من أن الكنيسة الكاثوليكية كانت مدعومة في عملها من قبل التاج الإسباني، إلا أنه كانت هناك العديد من العقبات في البداية في التبشير بمنطقة شاسعة تضم ثلاثة ملايين نسمة. كان تغيير العادات والطقوس القبلية، رغم أنه ليس صعبًا مع الأطفال، أمرًا صعبًا للغاية مع البالغين الذين كانت هذه العادات متجذرة بعمق في ثقافتهم. جعل عدد اللغات الأمريكية الهندية غير المألوفة توصيل الكتب المقدسة أمرًا صعبًا، لأن إتقان إحدى هذه اللغات لم يجعل اللغات الأخرى المنطوقة أسهل في الفهم. بالإضافة إلى ذلك، عانت المنطقة من نقص في أعداد رجال الدين، مما أجبر المبشرين على الحصول على مساعدة من السكان الأصليين الناطقين بالإسبانية. هؤلاء الأفراد ساعدوا الكهنة، وقادوا حركات التعليم، ورعاية الإدارة العامة للرعية. بعد 1570 تم تشكيل مستوطنات للمتحولين من السكان الأصليين والتي عمل فيها كاهن ريفي. إلى جانب هدفهم الأساسي، تعهدت الرهبانيات الكاثوليكية بحماية المتحولين ونشر الثقافة المسيحية. عمل الدومنيكان واليسوعيون بشكل خاص في التعليم العالي، حيث افتتح الدومينيكان 60 مدرسة بحلول عام 1548. تأسست جامعة سان ماركوس في ليما عام 1551، وأدار اليسوعيون كوليجيو دي سان مارتين في ليما، وكلية سان برناردو في كوزكو، وجامعة القديس إغناطيوس من لويولا في كوزكو، بالإضافة إلى حضانات للإطفال في منطقتي ليما وكوزكو ومدارس في جولي. بالإضافة إلى ذلك، نشطت الرهبانيات بالتبشير، وقامت بتوزيع الأراضي البيروفية فيما بينها. بحلول نهاية القرن السادس عشر، كان الدومينيكان قد أسسوا 22 ديرًا، وأسس المرسيداريين 13 ديرًا، بالإضافة إلى المساكن في ليما وأريكويبا وكوزكو.

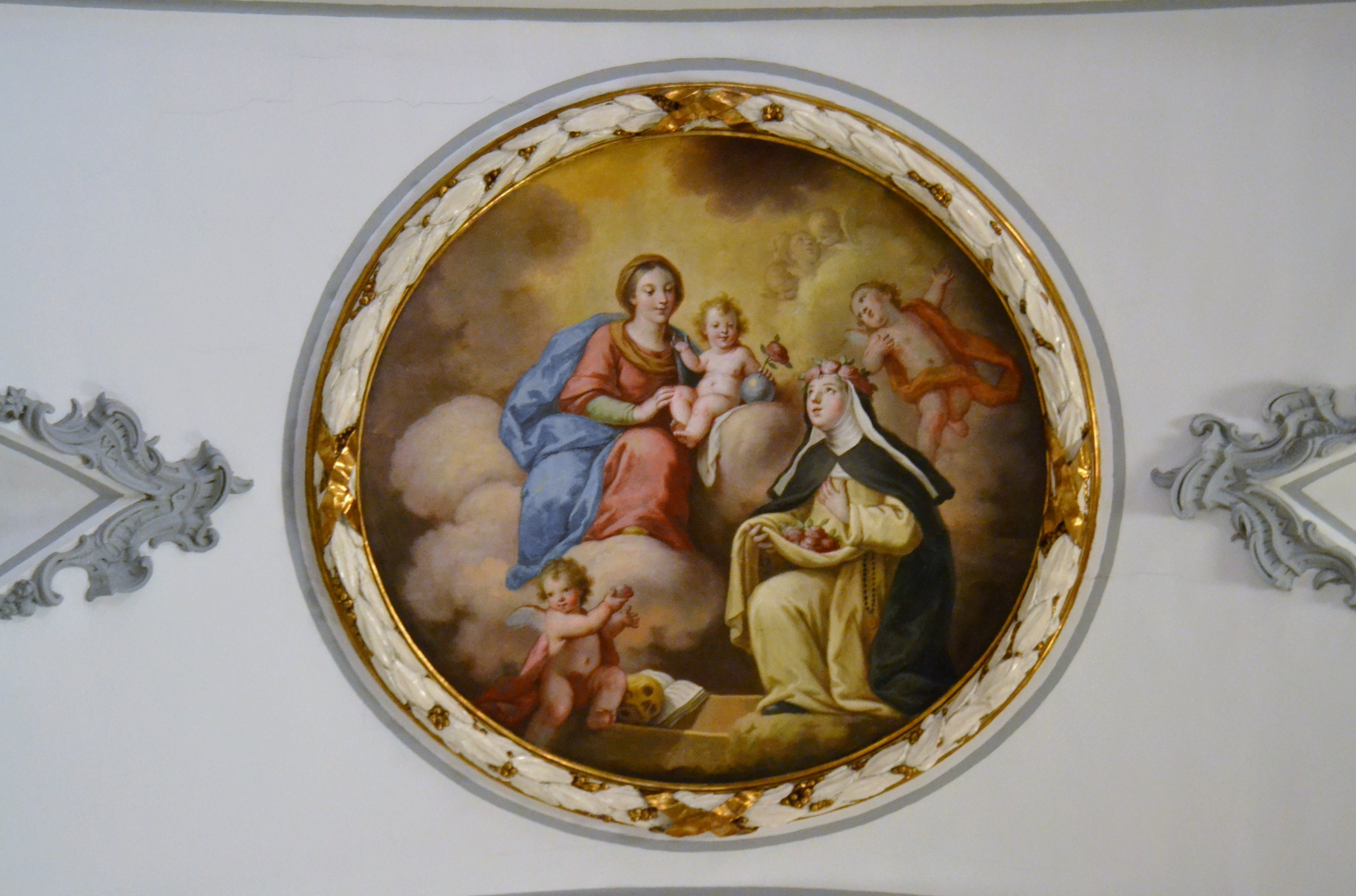
لوحة تصور روزا من ليما: وهي قديسة كاثوليكية من البيرو.

كانت الكنيسة في بيرو خاضعة في البداية لإسقفية إشبيلية، ولكن في عام 1529 تم نصب أول كرسي في تومبيس. تأسست أبرشية ليما الرومانيَّة الكاثوليكيَّة في 14 مايو من عام 1541، ورُفعت الأبرشية إلى مقام أبرشية العاصمة من قبل البابا بولس الثالث في 12 فبراير من عام 1546. وكان أحد أبرز أساقفة الأبرشية تورابيو موجوفيجو وهو قديس في تقاليد الكنيسة الرومانية الكاثوليكية. وفي عام 1559، أسس رئيس أساقفة ليما لويسا مستشفى سانتا آنا للهنود الأمريكيين المكون من 12 غرفة، والذي استمر لقرون في العمل بتمويل من الأبرشية. في وقت لاحق تم افتتاح مستشفى سان بارتولومي للسود، ومستشفى سان بيدرو للكهنة ومستشفى نوسترا سينورا دي أتوتشا للأيتام. بالإضافة إلى ذلك، أسست الكنيسة مدارس للأطفال من جميع الأجناس، مع تعليمات تتناسب مع احتياجاتهم. خلال المجمع الثالث (1582 - 1583) كان تحول السكان الأصليين محل اهتمام خاص. أصبحت معرفة اللغات الأصلية إلزامية لمساعدة الكهنة في الاعتراف. بالإضافة إلى ذلك، تم نشر كتب التعليم المسيحي في اللغات المحليَّة.
ولدت روزا من ليما في 20 أبريل عام 1586 في ليما عاصمة البيرو حالياً، وهي واحدة من عشرة أبناء رزق بهم شخص اسباني يدعى كاسبار دي فلورِيس وزوجته ماريا دي أوليفيا وقد أعطيت منذ عمادها اسم إيزابيل فلورِيس دي أوليفا. وعرفت بعطفها واهتمامها بالفقراء والمرضى، طوبها البابا كليمنت التاسع عام 1667، وفي عام 1671 اعلنت قداستها.

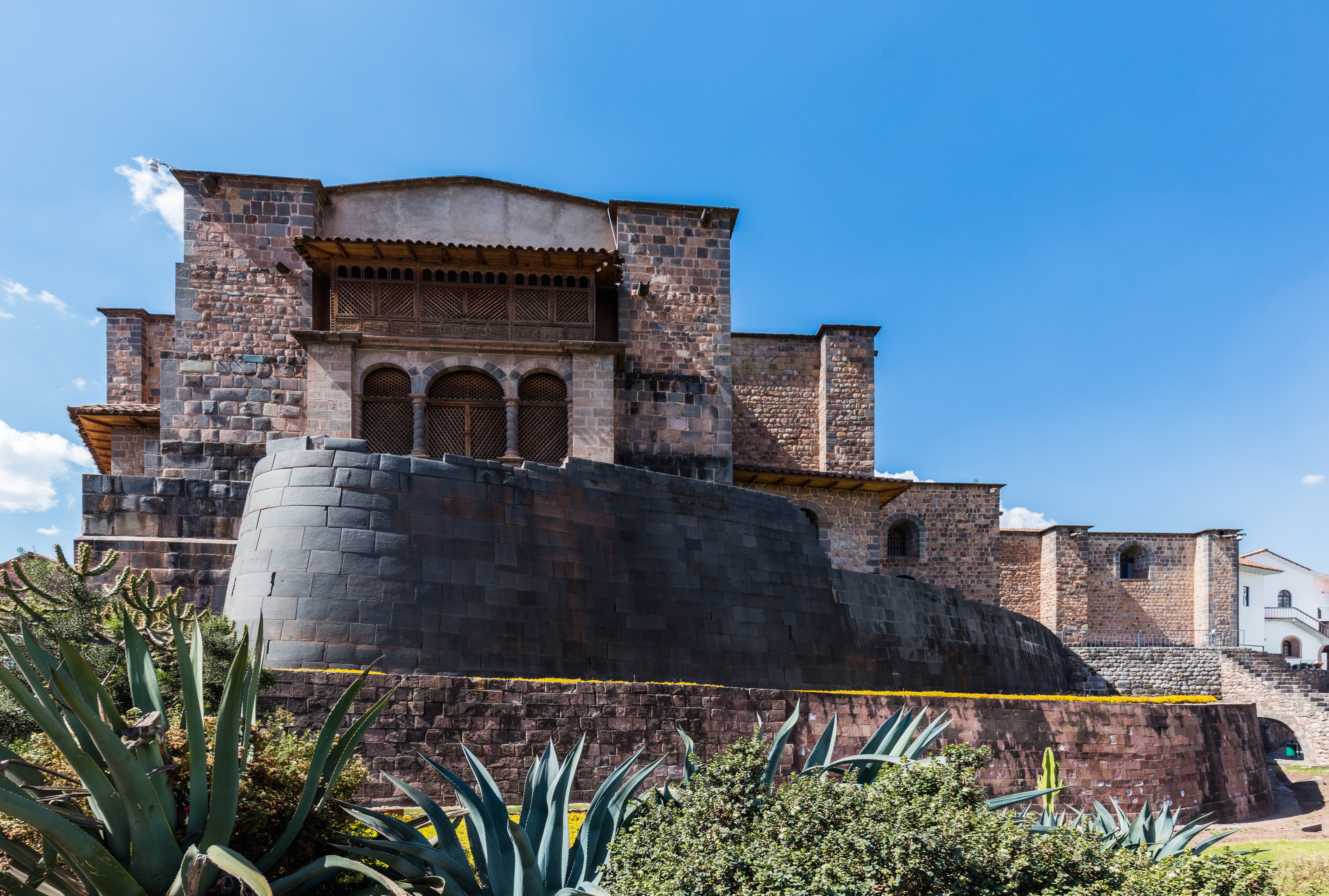
دير القديس دومينيك في كوسكو.

بُنيت بعض الأديرة على مواقع معابد الإنكا. على سبيل المثال، في عام 1605، قامت بعض راهبات من الرهبنة الدومينيكانية ببناء دير سانتا كاتالينا في كوزكو فوق موقع «أكلاهواسي»، وكان دير آخر دير سانتا كلارا، واحدة من المؤسسات الأولى التي بنيت من قبل الفاتحين في كوزكو والذي خدم «النبلاء الهنود»، وبنات النخبة من السكان الأصليين والتي أودت إلى الحكم الأسباني غير المباشر على جبال الأنديز ممكن. درس نبلاء الإنكا في سانتا كلارا إنكا أن «يكونوا مسيحيين» وأن يتلقوا العادات والأخلاق الجيد، ودراسة باللغة الإسبانية، والتي شملت المعرفة، والخياطة، ومحو الأمية. بعد التخرج من الدورة في الثقافة الإسبانية، كانت لهم الحرية في نذر الوعود أو ترك الدير. ورعت الكنيسة الكاثوليكيَّة بناء أول جامعة في القارة الأمريكيَّة وهي جامعة سان ماركوس الوطنية وذلك في عام 1551. كان من القواعد العامة للكنيسة في بيرو الارتقاء إلى مرتبة الكريول الكهنوتية (البيض المولودون في بيرو)، وسرعان ما فاق عددهم عدد رجال الدين من أوروبا. لم يتم استبعاد المستيزو (خليط البيض والهنود الأمريكيين) من الإكليروس الكاثوليكي. خلال الحكم الإسباني سيطر الفن الباروكي على فن العمارة المسيحي رغم ظهور بعض الملامح من الطراز المحلي. ركزت أغلب المواضيع الفنية في هذه المرحلة على المواضيع الدينية كما يتضح في الكنائس التي تعود لتلك الفترة واللوحات الفنية من مدرسة كوسكو.

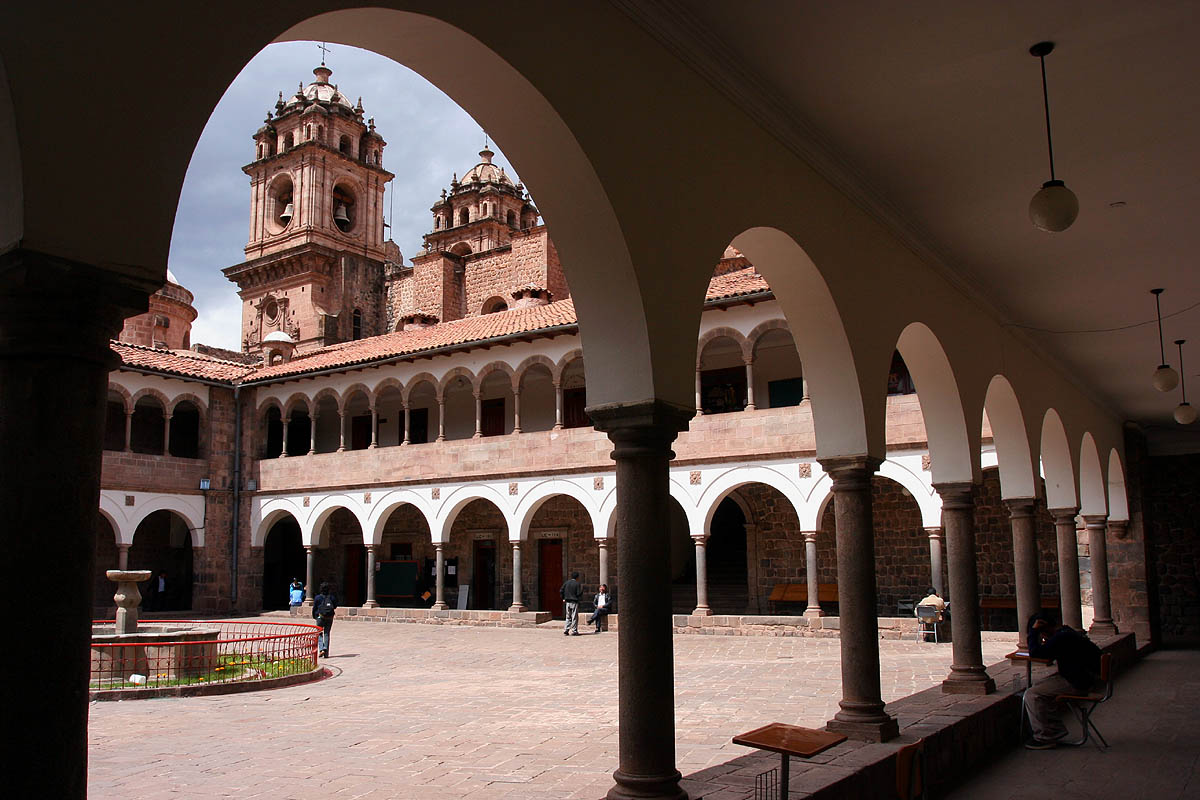
باحة جامعة القديس أنطونيوس الوطنية في كوزكو: بُنيت بدعم الكنيسة الكاثوليكية عام 1692.

تأسست في القرن السادس عشر محاكم التفتيش البيروفيانية والتي كانت امتدادًا لمحاكم التفتيش الإسبانية في المستعمرات. ولم يكن الفتح الإسباني للإكوادور حدثًا سياسيًا للإسبانيا فحسب، بل حدث ديني أيضًا. نظمت محاكم التفتيش البيروفيانيَّة أول موكب أوتو دا في في 9 يناير سنة 1570، وظلت تمارس تفتيشها في العقائد حتى سنة 1820، كما حظر على غير الكاثوليك الهجرة إلى أقاليم ما وراء البحار الإسبانية، حيث كان يحتاج المهاجرون إلى الحصول على رخصة سفر التي ذكرت أنهم من خلفيَّة كاثوليكيَّة نقيَّة. حيث كان الاعتقاد السائد آنذاك أن العديد من المسيحيين الجدد من ذوي الأصول اليهودية والمسلمة يمارسون شعائر أديانهم القديمة سرًا، وأن عددًا كبيرًا من هؤلاء المسيحيين الجدد كانوا يبطنون اليهودية. ومن هنا أُدخل هذا المصطلح كي يميز «المسيحيون القدامى» أنفسهم عن المتنصرين وذريتهم، الذين كانوا يعدون في نظر الكنيسة والمسيحيين القدامي خطرًا على الإيمان الكاثوليكي القويم، ويُنظر إليهم كهراطقة محتملين. وقد كان المسيحيون الجدد من ذوي الجذور المسلمة يسمون بالموريسكيين، بينما يلقب ذوو الجذور اليهودية بالمارانوس. ومع ذلك، انتشر اليهود والمسلمين المتحولين إلى المسيحية في كافة مستعمرات الإمبراطورية الإسبانية والإمبراطورية البرتغالية في أمريكا اللاتينية وأندمج البعض مع السكان المحليين الكاثوليك مما نتج عن جماعات كاثوليكية عبرانيّة، في حين أندمجت الغالبية في الثقافة الكاثوليكية الهيسبانية.
على الرغم من التحديات العديدة، استمر اليسوعيون والفرنسيسكان في التفوق في مارانيون وأوكايالي والمنطقة الشرقية من بوليفيا الحالية. أسس اليسوعيون بعثات مزدهرة في مناطق أنهار مورونا وسانتياغو وشينشيبي. وتعرضت هذه البعثات للتفكك عندما تم طرد اليسوعيين من أمريكا الجنوبية بعد عام 1760. في القرن السابع عشر، دخلت رهبانيات جديدة من الرجال والنساء إلى بيرو، من بينهم البينديكتين، وفرسان القديس يوحنا الله. في القرن الثامن عشر بدأ الكرمليون أنشطتهم الاجتماعية والدينية في البلاد. توسعت رهبانية الإسبتارية للقديس يوحنا الله وسيدة بيت لحم (تأسست الأخيرة في أمريكا) بسرعة. وقاموا ببناء شبكة واسعة من المستشفيات.

### الاستقلال

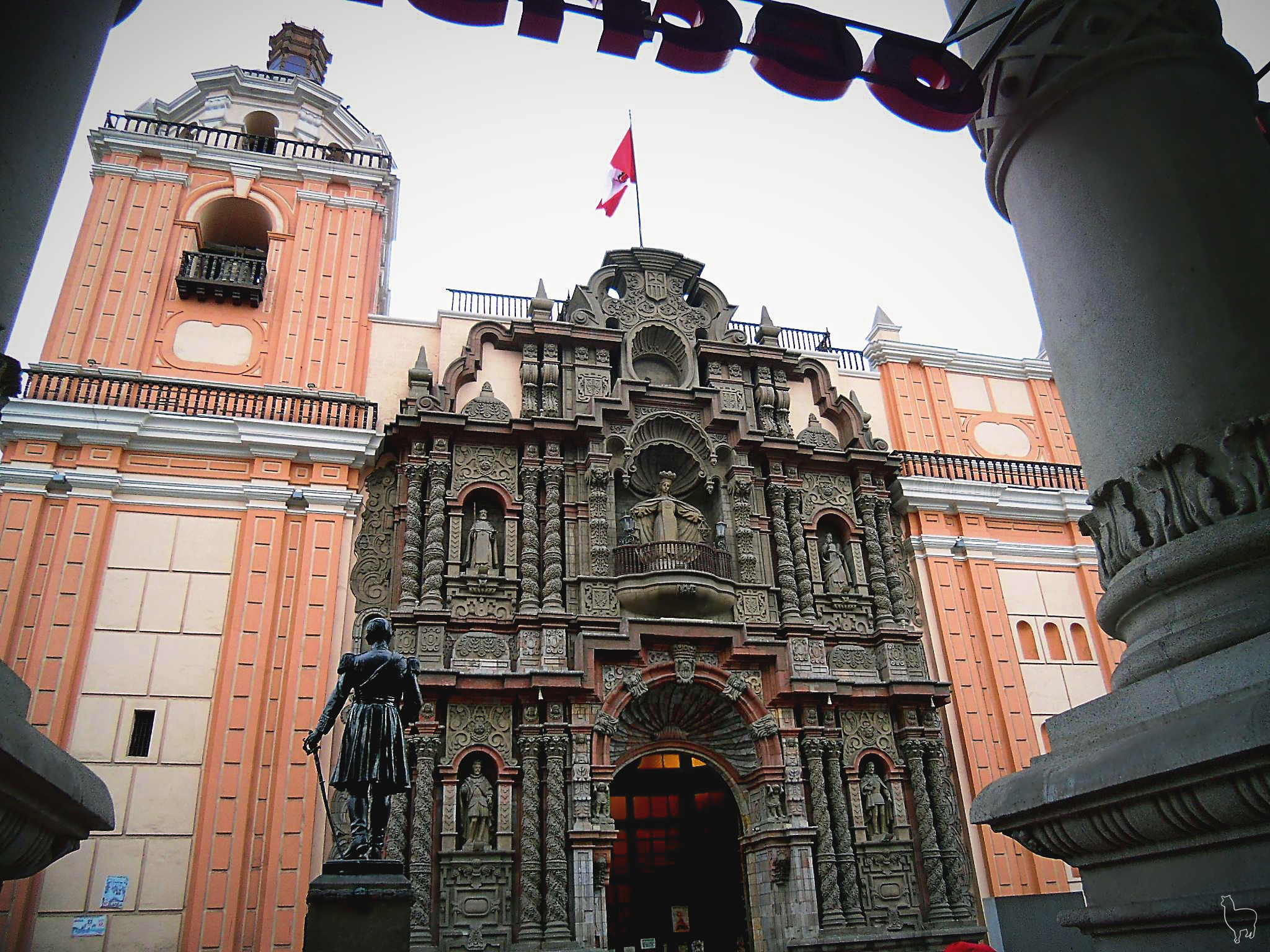
بازيليكا سيدة الرحمة في مدينة ليما.

مع انتشار حركات القومية في جميع أنحاء أمريكا الجنوبية، كان رجال الدين الكاثوليك الكريول متعاطفين مع قضية الاستقلال، التي حاولت السلطات الإسبانية، المدنية والكنسية، محاربتها عبثًا.وقاموا ببناء شبكة واسعة من المستشفيات. لم يكن بوسع الكنيسة الرومانية الكاثوليكية أن تظل غير مبالية «بالنضال» ضد الحكم الإسباني الذي قسم أتباعها. حاول كل من الملكيين والمتمردين كسب قادة الكنيسة إلى جانبهم، مدركين قوة الكنيسة الرومانية الكاثوليكية وتأثيرها على رعاياها. رأى الملكيون أن الكنيسة كانت ملزمة بالحفاظ على الأمانة للملك وأنها ستستفيد من الموارد القانونية التي في متناولها لقمع التمرد. في حين رأي المتمردون أن العديد من رجال الدين الكاثوليك، من المتدينين والعلمانيين، كانوا يميلون بسبب ولادتهم في البيرو إلى الانفصالية، واستغلوا التأثير غير المباشر الذي يمكن أن يمارسه هؤلاء الكهنة، حتى لو لم يتمكنوا من التدخل بنشاط.
خلال أوائل القرن التاسع عشر، ظلت بيرو موالية للحكم الإسباني مع أن حروب الاستقلال اكتسحت أمريكا الجنوبية. نظراً لتردد النخبة البيروفية في الاختيار ما بين الاستقلال أو الولاء للملكية الإسبانية، لم يتحقق الاستقلال إلا بعد الحملات العسكرية التي شنها خوسيه دي سان مارتان وسيمون بوليفار. خلال السنوات الأولى للجمهورية، أدت الصراعات المستمرة على السلطة بين القادة العسكريين إلى عدم الاستقرار السياسي، وخلال هذه الفترة، تشكلت الهوية الوطنية للبيرو التي شهدت فشل مشاريع بوليفار لإنشاء اتحاد جنوب أمريكي، وانهيار الوحدة ما بين بوليفيا والبيرو بعد إنشائها بفترة قصيرة. تسبب الاستقلال السياسي في أزمة مؤقتة للقيادة داخل الكنيسة البيروفية حيث غادر الأساقفة المولودون في إسبانيا، الذين أقسموا قسم الولاء للتاج الإسباني. من عام 1821 حتى عام 1835 لم يكن هناك رئيس أساقفة مقيم في ليما. تدريجيًا، ومع ذلك، تم حل أزمة القيادة الأسقفية عندما قام الكونغرس البيروفي، بممارسة الراعي باسم الجمهورية، بتعيين الأساقفة الذين اعترفت بهم روما في النهاية. ساعد عدد كبير من الكهنة المدربين تدريباً عالياً والمتقدمين سياسياً الكنيسة على البقاء على قيد الحياة في فترة ما بعد الاستقلال مباشرة وإقامة علاقة عمل مع الدولة الجديدة، وأصبحت بعد الاستقلال الكاثوليكية دين الدولة.

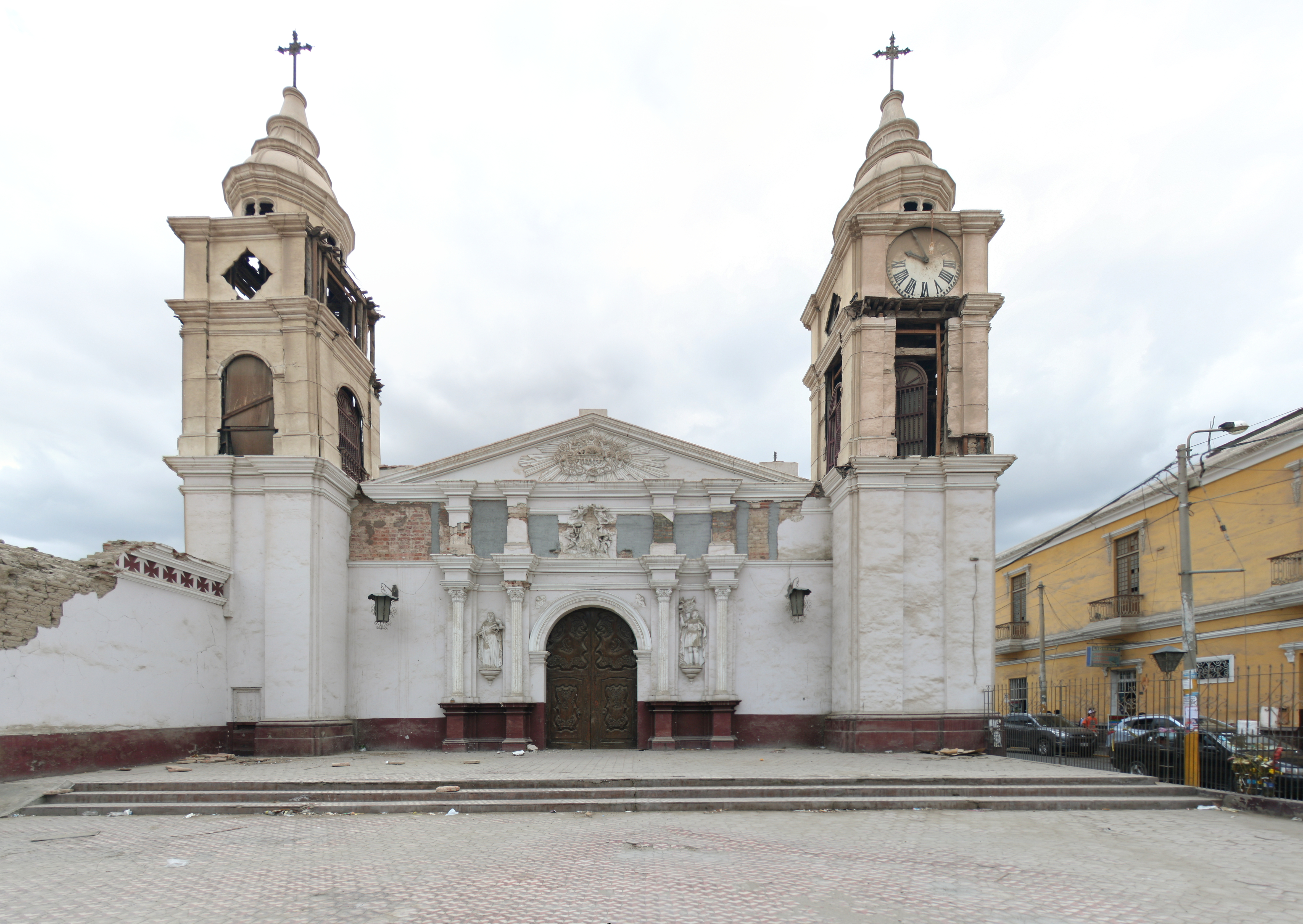
كاتدرائية إيكا.

سمحت الموارد الاقتصادية الهائلة للكنيسة الكاثوليكية بعلاقة هادئة مع الحكومة بعد الاستقلال حتى بداية القرن التاسع عشر. في عقد 1830، عندما انزلقت الحكومة في حرب أهلية، ساهمت المساهمة الاقتصادية للكنيسة الكاثوليكية، التي طالب بها كل فصيل سياسي بالتناوب، في إفقارها، حيث تم استهلاك العديد من الممتلكات والكنوز في الحرب. استولى الفصيلان على ما أمكنهما، وصادرا كنوز الكنائس المحلية والعقارات المرتبطة بالمؤسسات والأعمال الخيرية. ازداد الوضع سوءًا مع تعثر الاقتصاد في وقت لاحق من القرن، وصدرت قوانين تتعلق بقمع الأديرة ومصادرة ممتلكاتها؛ وفي قانون عام 1856، نصت الدولة على أن الخزانة العامة تمنح الأساقفة ورجال الدين دخلهم. جلبت حركة الاستقلال معها اتصالًا مباشرًا بالكرسي الرسولي، على الرغم من أن الدولة الجديدة عانت لسنوات عديدة حتى يمكن إعادة تأسيس آلية تعيين الأساقفة. بدأ حق المحسوبية يُمارس من قبل رؤساء الدول عندما افترضوا أنهم قد حلوا محل الامتياز الذي منحه الباباوات لملوك إسبانيا، ولم يعترف الكرسي الرسولي بذلك. تم تطبيع هذا الوضع غير النظامي، في غياب أداة مناسبة (مثل كونكوردات)، من خلال المرسوم الذي وقع عليه البابا بيوس التاسع في عام 1874، والذي ذكر فيه حق رئيس الدولة في المحسوبية وممارسة الصلاحيات المتأصلة في ظل ظروف معينة تم الاعتراف به مؤقتًا. استكملت اللوائح والمتطلبات المُشار إليها في المرسوم بأحكام الدستور، والتي حددت الولادة البيروفية كشرط لتعيين رئيس أساقفة أو أسقف. كما تم منح المؤتمر الحق في إنشاء رؤى جديدة أو قمعها بمبادرة من السلطة التنفيذية. قام رئيس الجمهورية باختيار القساوسة في الكنيسة البيروفية بمشورة وزرائه، واستبعدت السلطة التشريعية من أي مشاركة. تمتع رئيس الجمهورية أيضًا بامتياز تقديم عروض لكبار الشخصيات والكنور في الكاتدرائيات والتنازل عن الموافقة على النصوص البابوية أو رفضها، بموافقة الكونغرس.

### العصور الحديثة

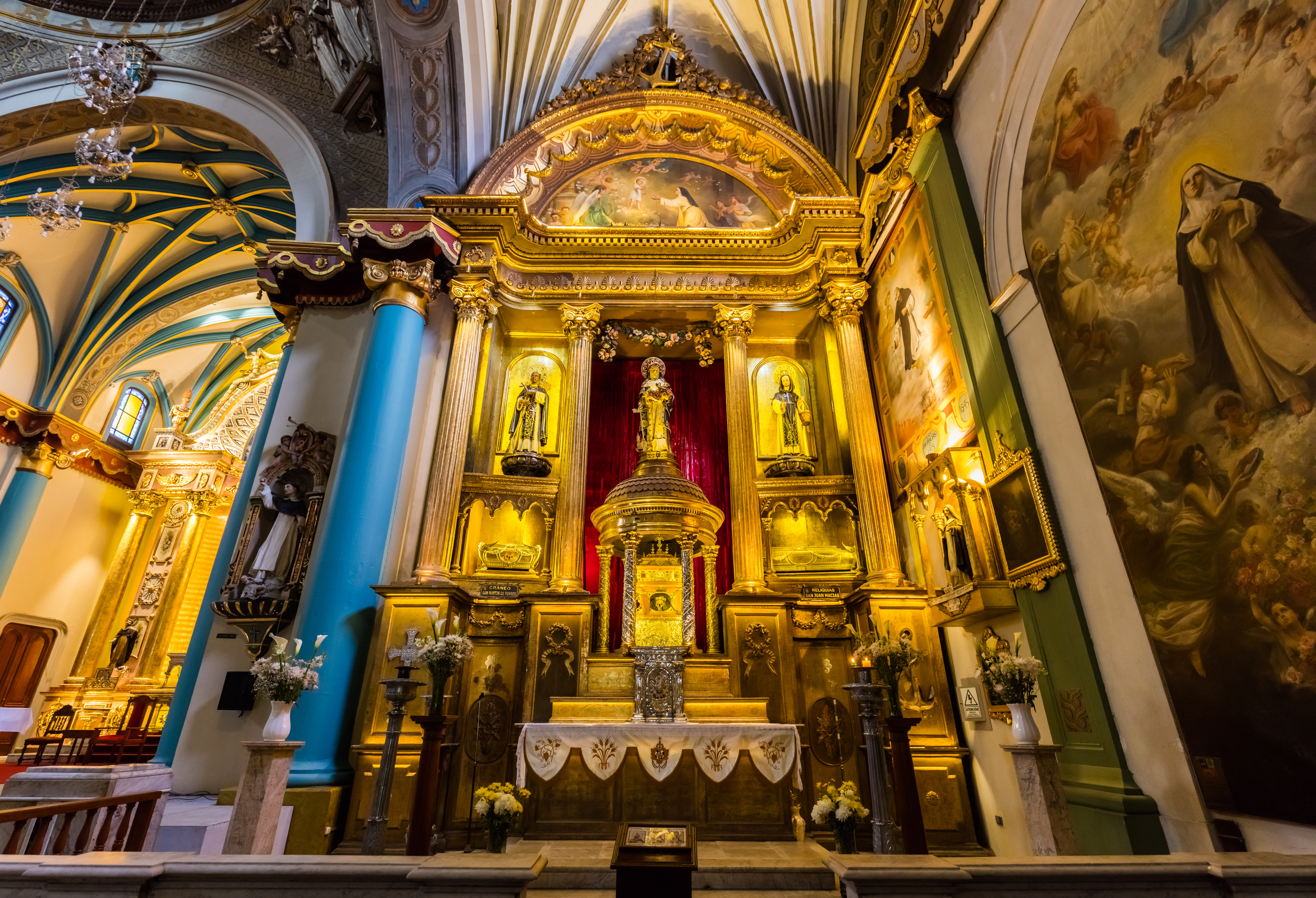
مصلى في كنيسة دي سانتو دومينغو في مدينة ليما.

كان تأثير الكنيسة في تطوير الثقافة البيروفية هامًا طوال الحقبة الاستعمارية وفي الجمهورية. كان من بين الكتاب البارزين الراهب الدومينيكاني دييغو دي هوجيدا، مؤلف القصيدة الملحمية الدينية "La cristiada"، في حين أن الشعر الصوفي كتبه رهبان الرهبنة الأوغسطينية وهما فرناندو فالفيردي واليسوعي خوان دي ألوزا والدومينيكاني أدريانو دي أليسيو. ساهم الرهبان الكاثوليك في دراسة اللغات الأصلية: دومينغو دي سانتو توماس، ولويس جيرونيمو دي أوريه، وغونزاليس هولغوين وتوريس روبيو ووثقوا لغة الكيتشوا، بينما كتب بيرتونيو عن لغة أيمارا. يعكس مؤرخو الدير في أعمالهم ليس فقط التاريخ الداخلي والأحداث ولكن أيضًا الحياة اليومية والعادات وأحداث المجتمع.
ترأس رجل الدين الكاثوليكي فرنسيس كسفاريوس دي لونا بيزارو منصب رئاسة البيرو مرتين وذلك بين عام 1822 وعام 1833، وشارك فرنسيس كسفاريوس دي لونا بيزارو في الجهود المبذولة من أجل استقلال بيرو وكان رئيس أول مؤتمر تأسيسي عام 1822 وشارك بكتابة دستور عام 1823. بعد تخلي خوسيه دي سان مارتين عن «حامية البيرو»، تم اختيار لونا بيزارو كرئيس مؤقت حتى عام 1823 وذلك مع تنصيب خوسيه دي لا مار. وأيد دي لونا بيزارو حكومة لا مار، ولكن بعد أن حل المجلس العسكري رئاسة لا مار وتلاه تقاعده من الحياة السياسيَّة. أصبح دي لونا بيزارو رئيساً للبرلمان في عام 1827، ورئيساً مؤقتاً لبيرو في عام 1833 إلى أن تم تنصيب الجنرال لويس خوسيه دي أوربيغوسو. وترأس ماريانو هولغوين والذي شغل سابقاً منصب النائب الرسولي عن أبرشية ليما بين عام 1930 وعام 1933، رئاسة الجمهورية لفترة وجيزة. وذلك بعد تجمعل أعيان البلاد واستقالة مجلس الحكم العسكري برئاسة لويس ميغيل سانشيز سيرو.

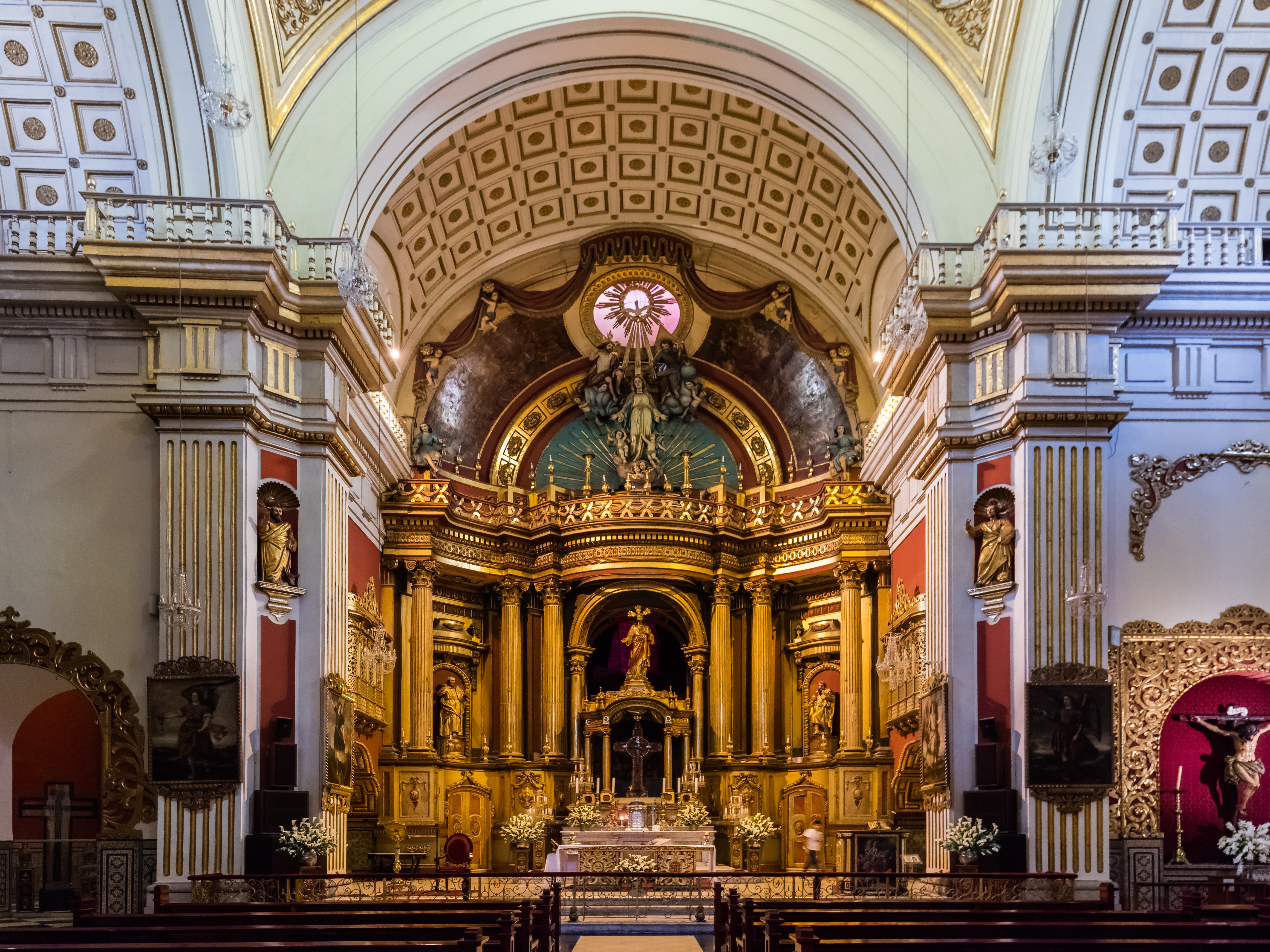
مصلى في كنيسة القديس بيدرو في مدينة ليما.

بدأ لاهوت التحرير كحركة كاثوليكية في الخمسينيات والستينيَّات من القرن العشرين، وكان واحد من المؤسسين لحركة لاهوت التحرير غوستافو جوتييريز، وهو لاهوتي من البيرو وكاهن دومينيكاني، وكان قد أمضى قدراً كبيراً من حياته وهو يعمل بين الطبقة العاملة والفقيرة في ليما. وهو الذي صاغ مصطلح «لاهوت التحرير» في عام 1971 عندما كتب مؤلفه «لاهوت للتحرير: التاريخ والسياسة والخلاص». وقد هدف هذا الكتاب إلى يكون استجابة مسيحيَّة لواقع الفقر والظروف السياسية السيئة في أمريكا اللاتينية. ولاقى لاهوت التحرير المعارضة في الولايات المتحدة لاستخدامه «مفاهيم ماركسية»، كما وجه مجمع العقيدة والإيمان الفاتيكاني النصح إليهم في عام 1984 وعام 1986، فقد رفض الفاتيكان بعض أشكال لاهوت التحرير في أمريكا اللاتينية بسبب التركيز على الخطيئة المؤسسية أو الجهازية، ولاعتبار التسلسل الهرمي للكنيسة الكاثوليكية في أمريكا الجنوبية أعضاءً في نفس الطبقة العليا الحاكمة.
خلال حكم ألبرتو فوجيموري من عام 1990 حتى عام 2000 تم الكشف عن انتهاكات حقوق الإنسان من خلال اعتراضات الكنائس ومجموعات حقوق الإنسان. تاريخياً تحالفت حكومة بيرو بشكل وثيق مع الكنيسة الكاثوليكية، وتعترف المادة 50 من الدستور بدور الكنيسة الكاثوليكية بأنها «عنصر هام في التطور التاريخي والثقافي والأخلاقي للأمة». ويتلقى رجال الدين الكاثوليك والأشخاص العاديون أجور الدولة بالإضافة إلى المكافآت التي تدفع لهم لهم الكنيسة. وهذا ينطبق على أساقفة البلاد البالغ عددهم اثنين وخمسين، وكذلك على بعض الكهنة الذين تنتشر رعاياهم في البلدات والقرى على طول الحدود. وبالإضافة إلى ذلك تتلقى كل أبرشية إعانة مؤسسية شهرية من الحكومة. في يناير من عام 2018 قام البابا فرنسيس بزيارة بيرو، ووجه البابا فرنسيس نداءاً قوياً لمكافحة الفساد في بيرو ووصفه بأنه «فيروس» اجتماعي وذلك بعد شهر واحد من إصدار رئيس بيرو بيدرو بابلو كوشينسكي عفواً عن ألبرتو فوجيموري الرئيس السابق سجن لإدانته بالكسب غير المشروع وانتهاك حقوق الإنسان.

## الطوائف المسيحية

### الكاثوليكية

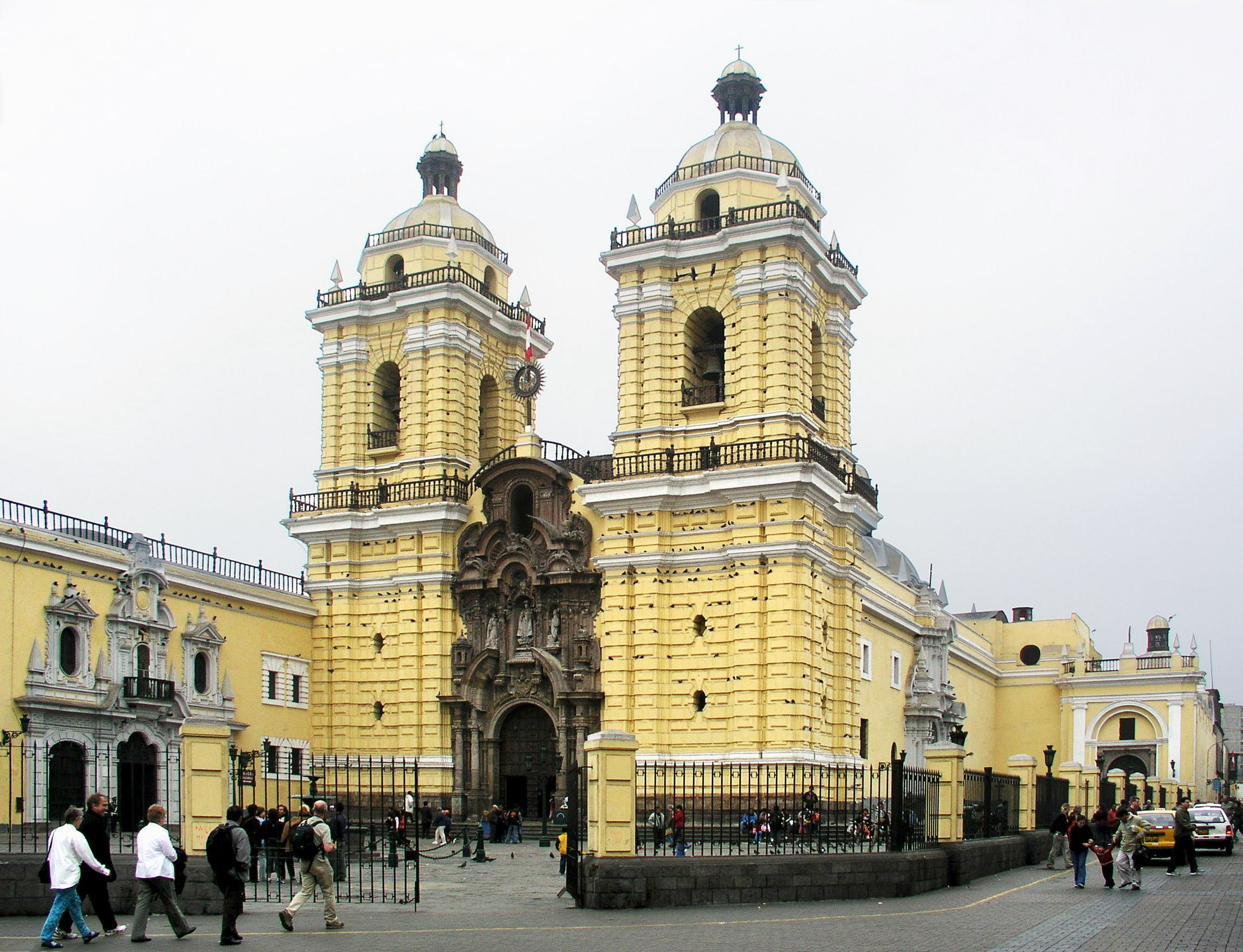
دير القديس فرنسيس في مدينة ليما.

الكنيسة الكاثوليكية البيروفيَّة هي جزء من الكنيسة الكاثوليكية العالمية في ظل القيادة الروحية للبابا في روما والمؤتمر الأسقفي البيروفي، يعتنق أغلب البيروفيين المسيحية ديناً على المذهب الروماني الكاثوليكي، الذي يعدّ أكبر مذهب في البلاد، حيث وفقًا للتعداد السكاني من عام 2007 يعتبر حوالي 81.3% من البيروفيين أنفسهم كاثوليك، في حين وفقاً للتعداد السكاني عام 2017 يعتبر حوالي 76.03% من البيروفيين أنفسهم كاثوليك. ويتوزع كاثوليك البلاد على سبعة أسقفيات وتسعة عشرة أبرشيَّة إلى جانب نيابة رسوليَّة. وفقًا للتقاليد المسيحية يعتبر كل من روزا من ليما ومارتن من بوريس رعاة بيرو، ولدى غالبية البلدات والمدن والقرى لديها كنيستها الرسمية الخاصة وقديسها الشفيع.
ويعود تاريخ الكنيسة الرومانية الكاثوليكية في بيرو إلى الحقبة الاستعماريَّة الإسبانيَّة واستمرت كأهم مؤسسة في فنزويلا في القرن الحادي والعشرين. وتعد الكاثوليكية هي واحدة من الموروثات الرئيسيَّة للحقبة الاستعماريَّة الإسبانية، إلى جانب الإسبانية كلغة الأمة. يمزج الكثير من الذين ينتمون إلى أصول هندية أو مستيزو الشعائر الكاثوليكية مع العقائد الروحية لثقافاتهم التقليدية. مما أدّى إلى نشأة ثقافة كاثوليكية مميزة خاصةً في البيرو حيث دمجت والشعوب الأصلية في البلاد تقاليدهم الدينية مع الكاثوليكية، ويبرز ذلك في طريقة وتقاليد الاحتفالات الكاثوليكية مثل عيد القربان وأسبوع الآلام وعيد الميلاد والتي تمتزج في بعض الأحيان تمتزج مع التقاليد المحليَّة. وفي إطار نظام مستقل تعترف الدولة بالكنيسة الكاثوليكية كعنصر مهم في التكوين التاريخي والثقافي والأخلاقي لبيرو وتقدم لها تعاونها. كما وتحترم الدولة الطوائف الأخرى وقد تنشئ أشكالاً من التعاون معها.

### البروتستانتية

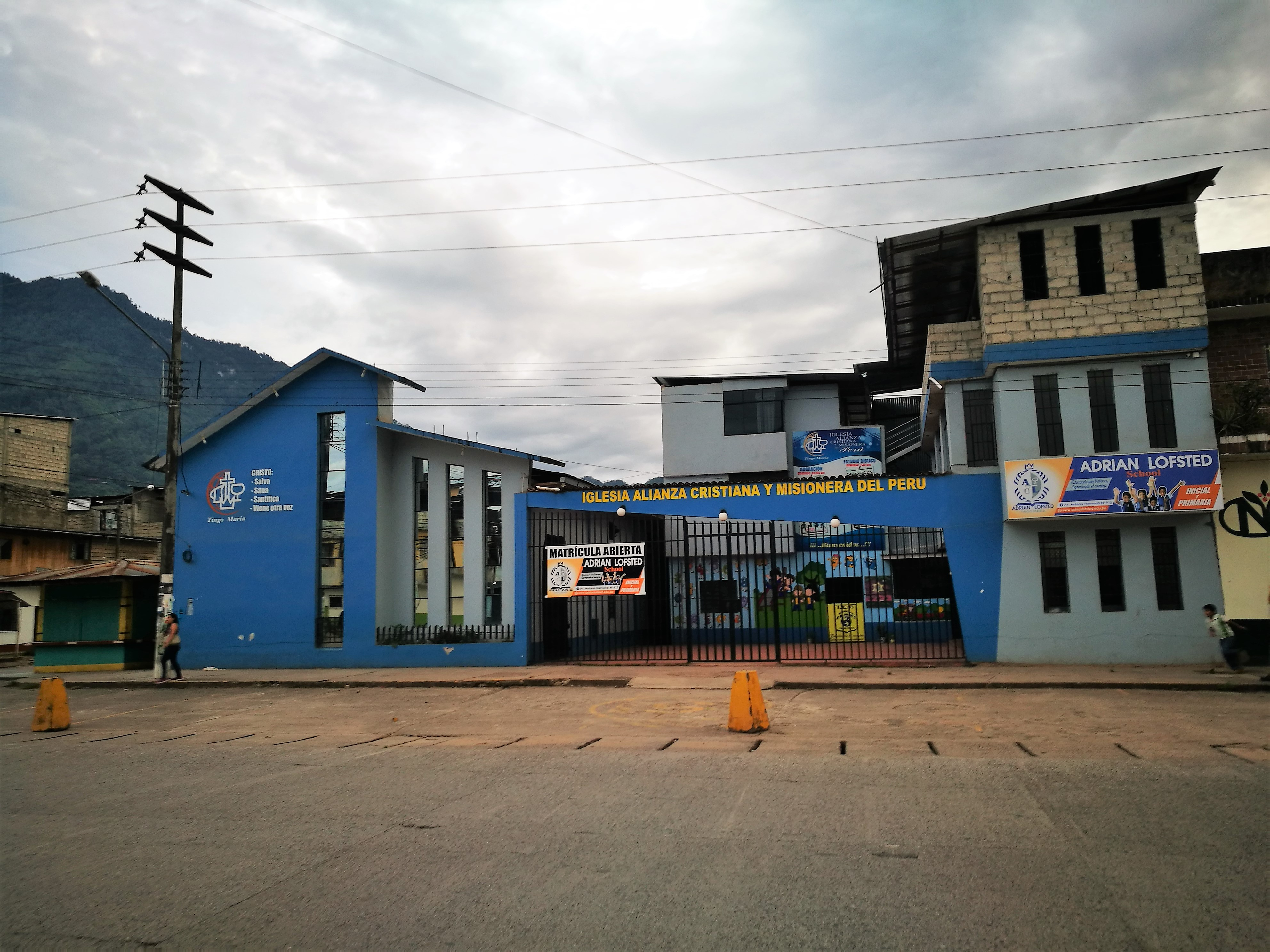
كنيسة إنجيلية في تينجو ماريا.

وفقًا لإحصاء عام 2007 عرَّف 12.5% من السكان يعرفون أنفسهم على أنهم من البروتستانت، خصوصًا من الإنجيليين، في حين وفقاً لتعداد سكان عام 2017، شهدت نسبة أتباع الكنائس البروتستانتية نمواً زيادة، حيث عرّف حوالي 18.4% من السكان أنفسهم كبروتستانت. وأشارات بيانات التعداد السكاني أنَّ حوالي 14.07% من السكان عرفوا أنفسهم كإنجيليين، وحوالي 1.6% كأتباع لكنائس مسيحية لا طائفية، وقال حوالي 1.5% أنهم أدفنتست. ولا تزال الكنائس البروتستانتية تنمو بوتيرة أسرع من معدل النمو الوطني، حيث تشهد البلاد في الآونة الأخيرة نمو ملحوظ في أعداد ونسب المذهب الخمسيني البروتستانتي؛ وقد وجدت دراسة قامت بها مركز بيو للأبحاث عام 2014 حول الديانة في أمريكا اللاتينية أن حوالي 17% سكان بيرو من البروتستانت؛ ويشكل الخمسينيين حوالي 52% من مجمل المذاهب البروتستانتية.

### المورمونية
تُقدر كنيسة يسوع المسيح لقديسي الأيام الأخيرة أتباعها بأكثر من 568,000 عضو في بيرو. وهناك حاليًا أكثر 764 جماعة للعبادة في بيرو. يوجد حاليًا معبد لدز في بيرو، ويقع في لا مولينا في ليما ومعبد ثان في تروخيو. وفقاً لتعداد السكان عام 2017 قال حوالي 0.4% من السكان أنهم مورمون.

## المسيحية في المجتمع

### الثقافة

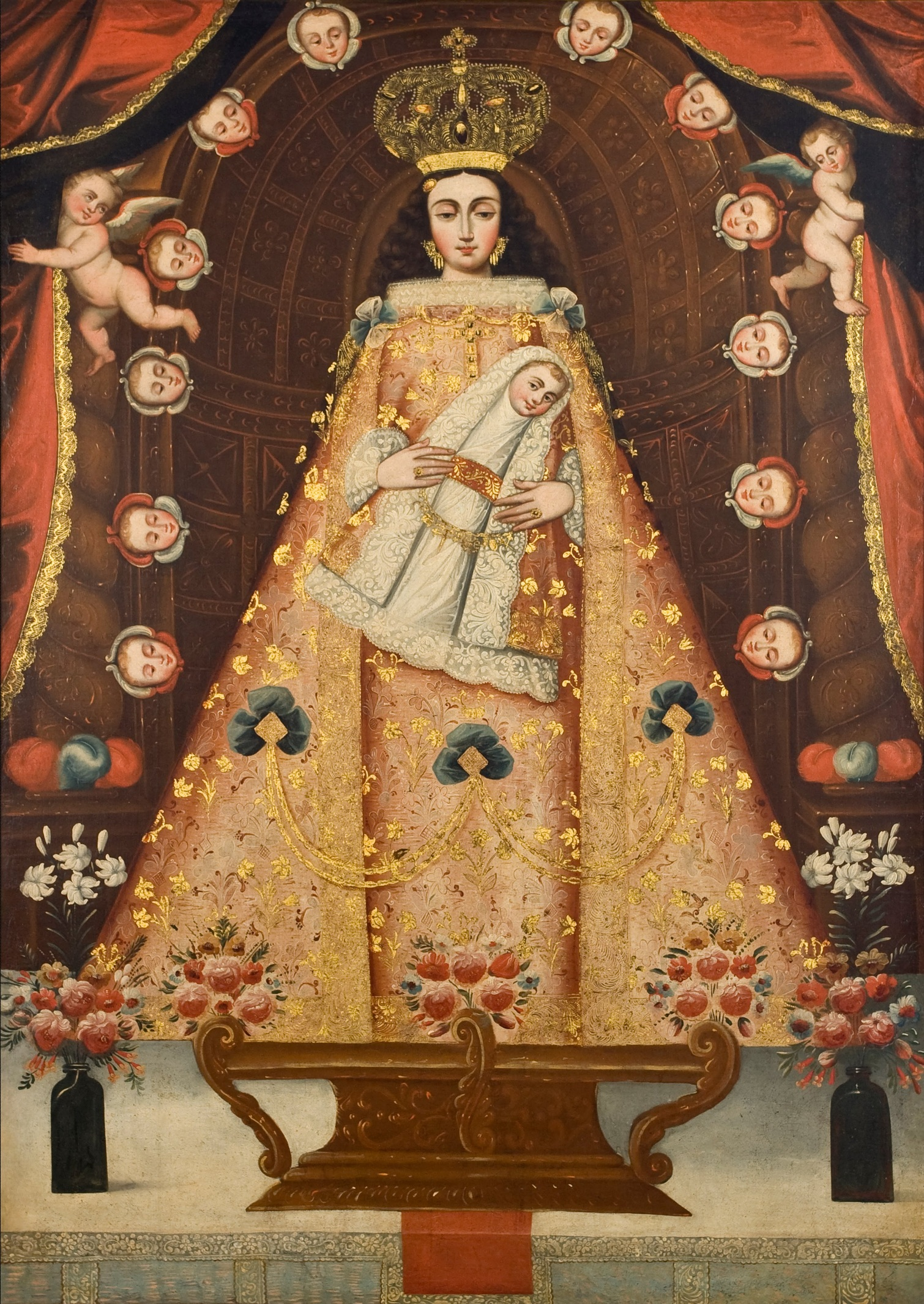
لوحة تصور مريم العذراء من مدرسة كوسكو تعود للقرن الثامن عشر.

تعود أصول الثقافة البيروفية الكاثوليكية في المقام الأول إلى التقاليد اللاتينية والهسبانية، على الرغم من أنها تأثرت أيضًا بالتقاليد المسيحية الأفريقية والآسيوية المختلفة إضافة إلى المجموعات العرقية الأوروبية الأخرى. سيطر الفن الباروكي على فن العمارة المسيحي رغم ظهور بعض الملامح من الطراز المحلي. ركزت أغلب المواضيع الفنية في هذه المرحلة على المواضيع الدينية كما يتضح في الكنائس التي تعود لتلك الفترة واللوحات الفنية من مدرسة كوسكو.
كان تأثير الكنيسة في تطوير الثقافة البيروفية هامًا طوال الحقبة الاستعمارية وفي الجمهورية. كان من بين الكتاب البارزين الراهب الدومينيكاني دييغو دي هوجيدا، مؤلف القصيدة الملحمية الدينية (بالإسبانيَّة: "La cristiada")، في حين أن الشعر الصوفي كتبه رهبان الرهبنة الأوغسطينية وهما فرناندو فالفيردي واليسوعي خوان دي ألوزا والدومينيكاني أدريانو دي أليسيو. ساهم الرهبان الكاثوليك في دراسة اللغات الأصلية: دومينغو دي سانتو توماس، ولويس جيرونيمو دي أوريه، وغونزاليس هولغوين وتوريس روبيو ووثقوا لغة الكيتشوا، بينما كتب بيرتونيو عن لغة أيمارا. يعكس مؤرخو الدير في أعمالهم ليس فقط التاريخ الداخلي والأحداث ولكن أيضًا الحياة اليومية والعادات وأحداث المجتمع.
المشهد والثقافة الكاثوليكية متجذّرة ومتداخلة في بيرو يظهر ذلك في الفنون واللغة والحياة السياسية والقانون والموسيقى والحياة الاجتماعية وحياة الأسرة حيث كانت العائلة ومازالت دائمًا ذات أهمية فائقة في ثقافة وتقاليد أمريكا اللاتينية. كما أن الاحتفالات المسيحية الشعبية متجذرة منذ قرون حيث تُقام سنويًا في معظم المدن والبلدات والقرى الأمريكية البيروفية الاحتفالات بالقديسين الشفعاء وتنتشر في الثقافة اللاتينية الكرنفالات وهي احتفالات كبرى تسبق الصوم الكبير، والمهرجانات الدينية الخاصة في عيد الميلاد وعيد الفصح ومسيرات الجمعة الحزينة.

### الكنيسة والدولة
هناك تحالف وثيق بين الكنيسة الكاثوليكية وحكومة البيرو. المادة 50 من الدستور تعترف بدور الكنيسة الكاثوليكية بأنها «عنصر مهم في التطور التاريخي والثقافي، والمعنوي للأمة». وعلى الرغم من أن الدستور ينص على الحرية الدينية إلا أن القانون ينص أيضاً على تعليم الدين في المدارس العامة والخاصة وجعل المادة الدينية جزءاً من المناهج الدراسية عبر كامل المراحل الدراسية (ابتدائية وثانوية). الكاثوليكية هي الديانة الوحيدة التي تدرس في المدارس. يضاف إلى ذلك وجود الرموز الدينية المسيحية في أغلب المباني الحكومية والأماكن العامة.
تدفع الدولة رواتب رجال الدين الكاثوليك والعلمانيين العاملين في الكنيسة. وهذا ينطبق على الأساقفة، وكذلك لبعض الكهنة الذين تعينهم الوزارات في المدن والقرى على طول الواقعة الحدود. وبالإضافة إلى ذلك تتلقى كل أبرشية إعانة شهرية من الحكومة المؤسسية. هناك اتفاق وُقِع مع الفاتيكان في عام 1980 منح وضع خاص للكنيسة الكاثوليكية في بيرو. تتلقى الكنيسة الكاثوليكية معاملة تفضيلية في مجالات التعليم والمزايا الضريبية، وهجرة العمال الدينية، وغيرها وفقًا للاتفاق.

## المعتقدات الدينية
وجدت دراسة قامت بها مركز بيو للأبحاث عام 2014 أنَّ 99% من كل من الكاثوليك والبروتستانت في بيرو يؤمن بوجود الله، ويؤمن حوالي 53% من كاثوليك البلاد و68% من البروتستانت بحرفيَّة الكتاب المقدس. ويؤمن حوالي 62% من البروتستانت وحوالي 43% من الكاثوليك بمجيئ يسوع الثاني خلال حياتهم.

### الإلترام الديني

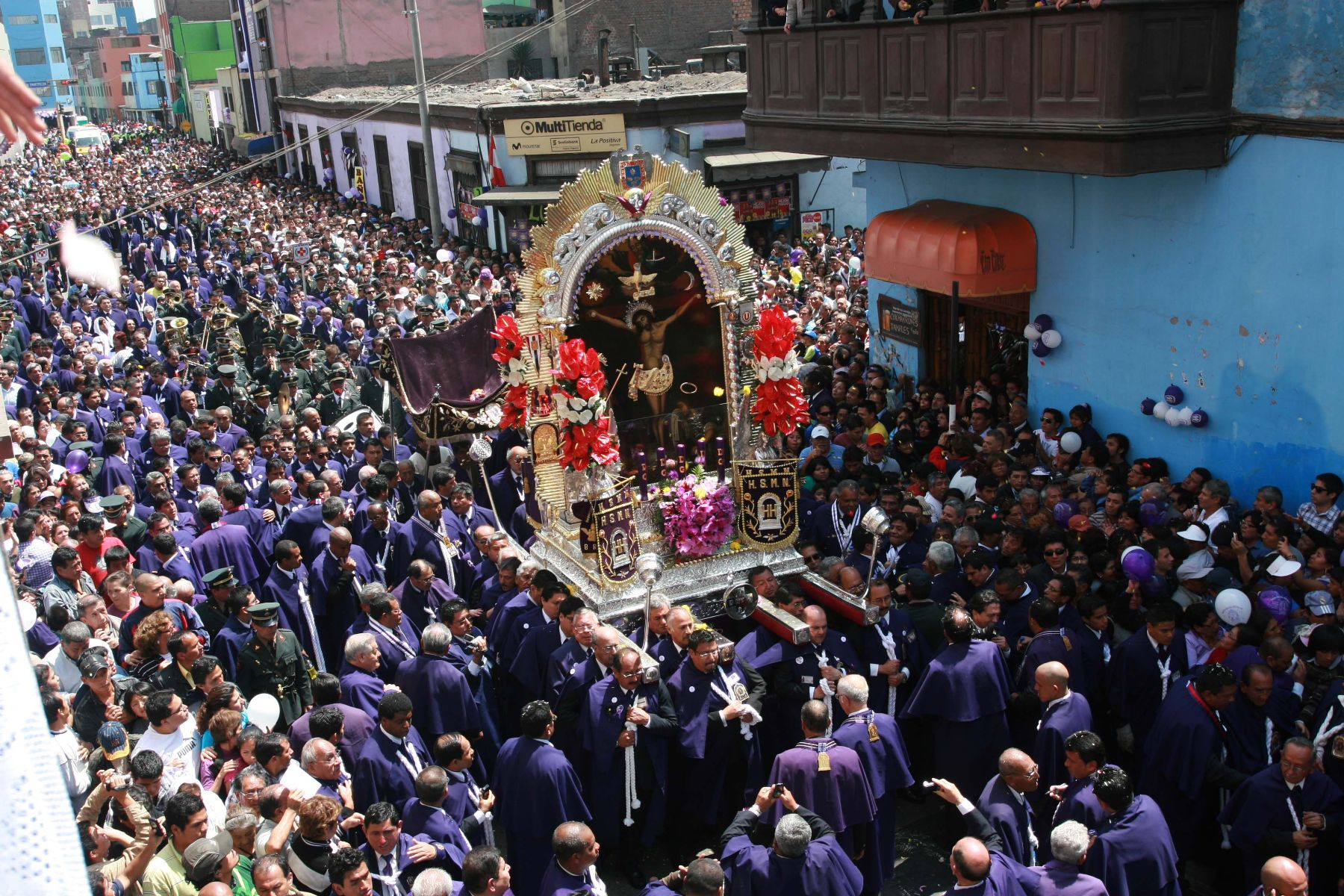
تطواف ديني يشارك فيه الآلاف من الكاثوليك البيروفيين.

وجدت دراسة قامت بها مركز بيو للأبحاث عام 2014 أنَّ حوالي 72% من مسيحيي البيرو يعتبرون للدين أهميَّة في حياتهم. وقد وجدت دراسة قامت بها مركز بيو للأبحاث عام 2014 أنَّ حوالي 35% من المسيحيين يُداومون على حضور القداس على الأقل مرة في الأسبوع. في حين أنَّ 51% من المسيحيين يُداومون على الصلاة يوميًا.
على المستوى المذهبي وجدت الدراسة أنَّ البروتستانت هي المجموعات الدينية التي تملك أعلى معدلات حضور وانتظام للطقوس الدينية مع وجود أغلبية من الملتزمين دينيًا. عمومًا يعتبر البروتستانت الإنجيليين أكثر تدينًا من الكاثوليك؛ وقد وجدت دراسة قامت بها مركز بيو للأبحاث عام 2014 أنَّ حوالي 75% من البروتستانت يُداوم على الصلاة يوميًا بالمقارنة مع 46% من الكاثوليك. ويقرأ حوالي 60% من البروتستانت الكتاب المقدس أسبوعيًا على الأقل بالمقارنة مع 30% من الكاثوليك. ويُداوم 76% من البروتستانت على حضور القداس على الأقل مرة في الأسبوع بالمقارنة مع 50% من الكاثوليك. ويصُوم 57% من البروتستانت خلال فترات الصوم بالمقارنة مع 24% من الكاثوليك. ويُقدم حوالي 66% من البروتستانت الصدقة أو العُشور، بالمقارنة مع 12% من الكاثوليك. وقال حوالي 32% من البروتستانت أنهم يشتركون في قيادة مجلس الكنيسة أو مجموعات صلاة صغيرة أو التدريس في مدارس الأحد، بالمقارنة مع 9% من الكاثوليك.

### القضايا الاجتماعية والأخلاقية
عمومًا يعتبر البروتستانت أكثر محافظة اجتماعيًة بالمقارنة مع الكاثوليك؛ يعتبر حوالي 91% من البروتستانت الإجهاض عمل غير أخلاقي بالمقارنة مع 85% من الكاثوليك، ويعتبر حوالي 85% من البروتستانت المثلية الجنسية ممارسة غير اخلاقية وخطيئة بالمقارنة مع 71% من الكاثوليك، حوالي 83% من البروتستانت يعتبر شرب الكحول عمل غير أخلاقي بالمقارنة مع 55% من الكاثوليك، ويعتبر حوالي 79% من البروتستانت العلاقات الجنسية خارج إطار الزواج ممارسة غير أخلاقية بالمقارنة مع 52% من الكاثوليك، ويعتبر حوالي 67% من البروتستانت الطلاق عمل غير أخلاقي بالمقارنة مع 39% من الكاثوليك.

## معرض الصور

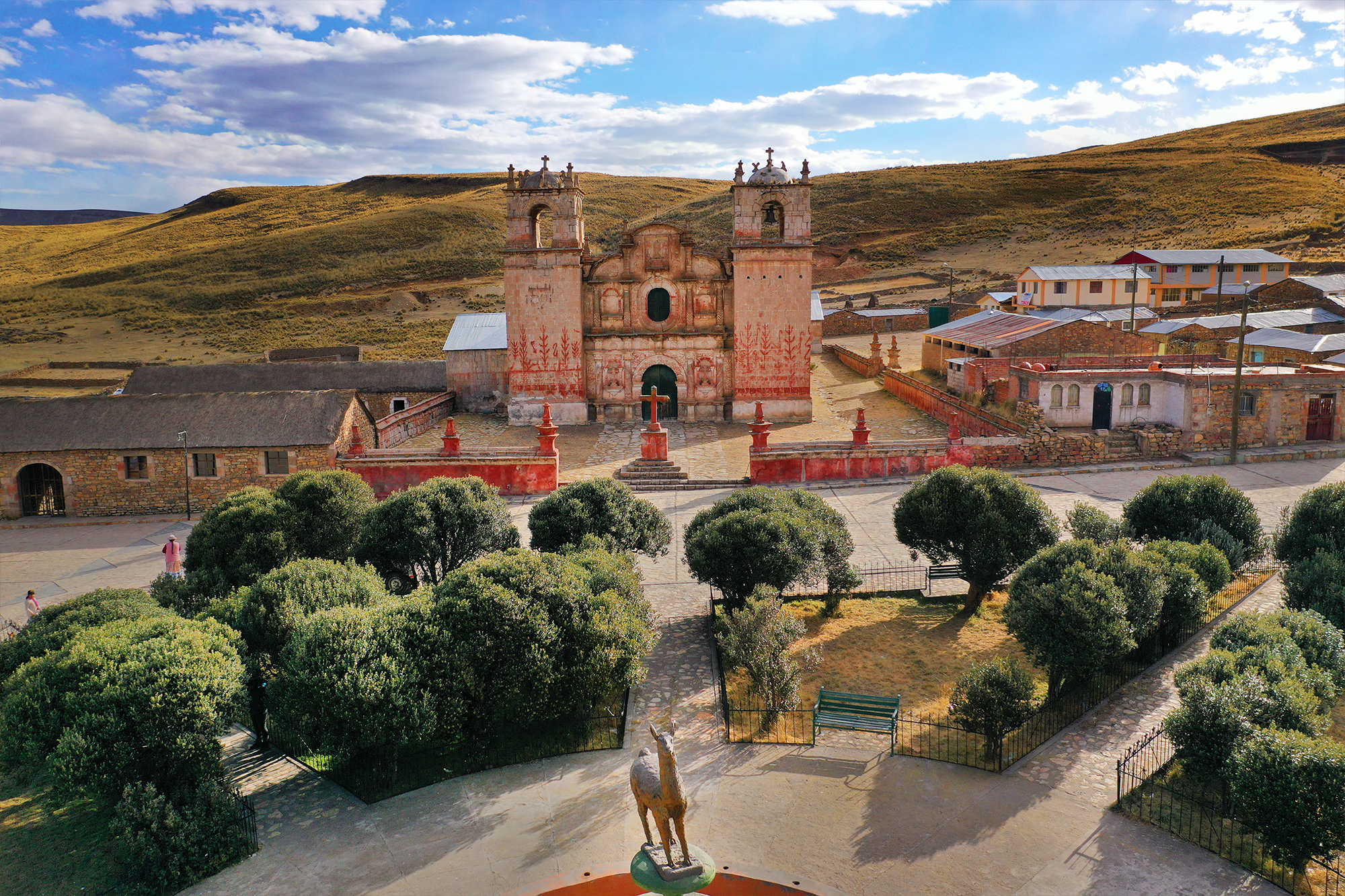
كنيسة القديس بيدرو في وادي كولكا
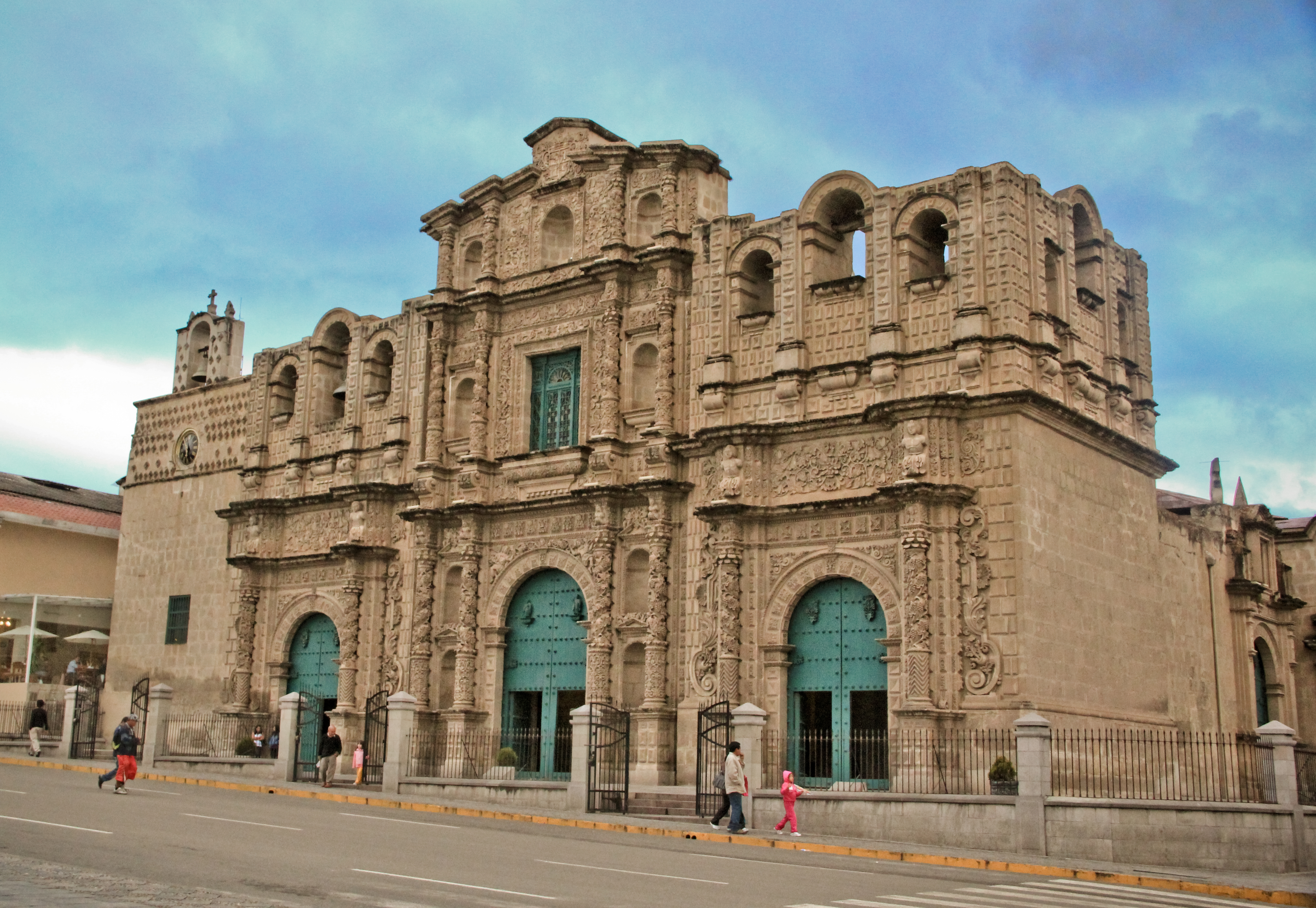
كاتدرائية القديسة كاترين في كاخاماركا
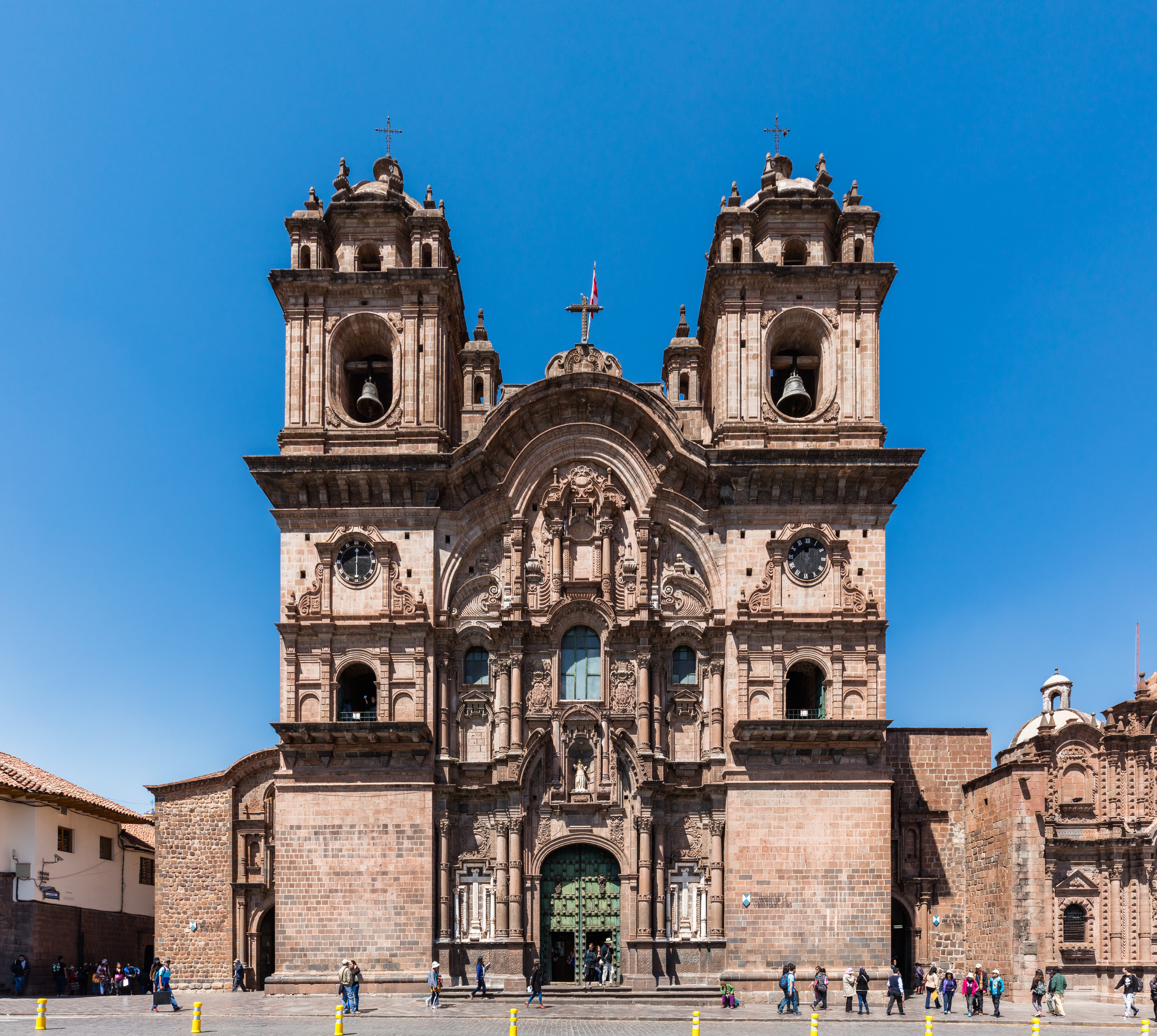
الكاتدرائية اليسوعية في مدينة كوسكو
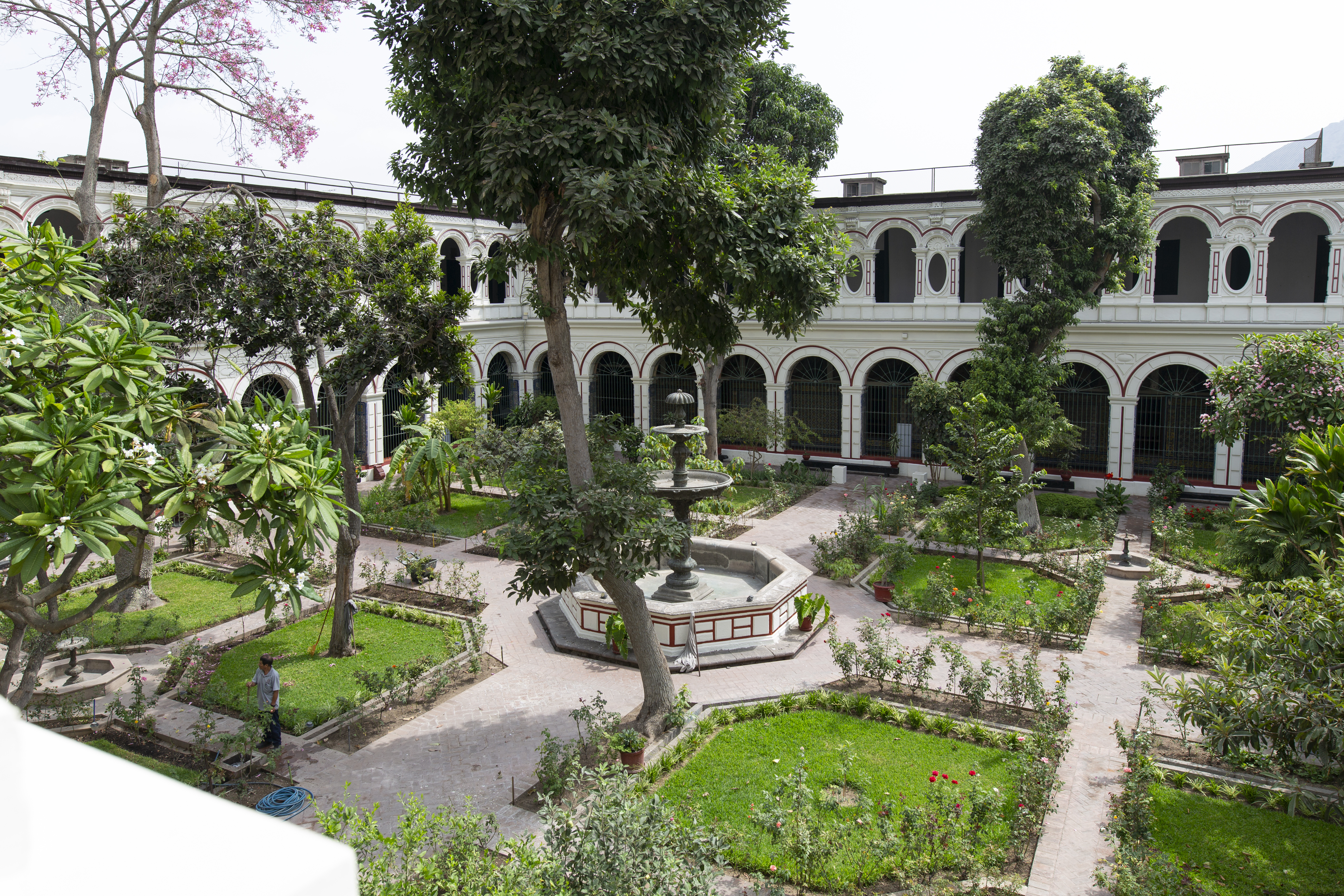
باحة دير القديس فرنسيس في ليما
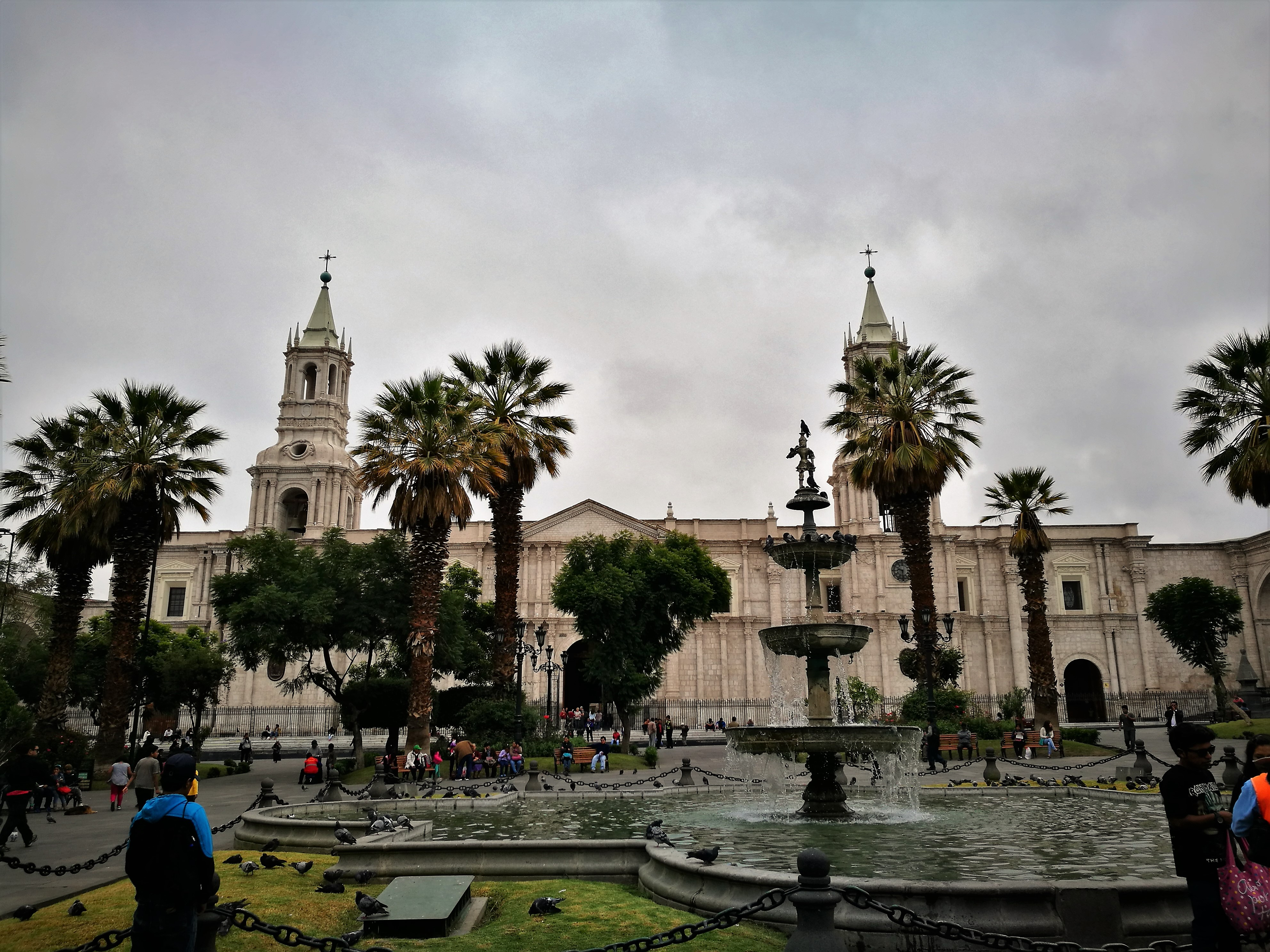
كاتدرائية القديسة مريم في أريكيبا
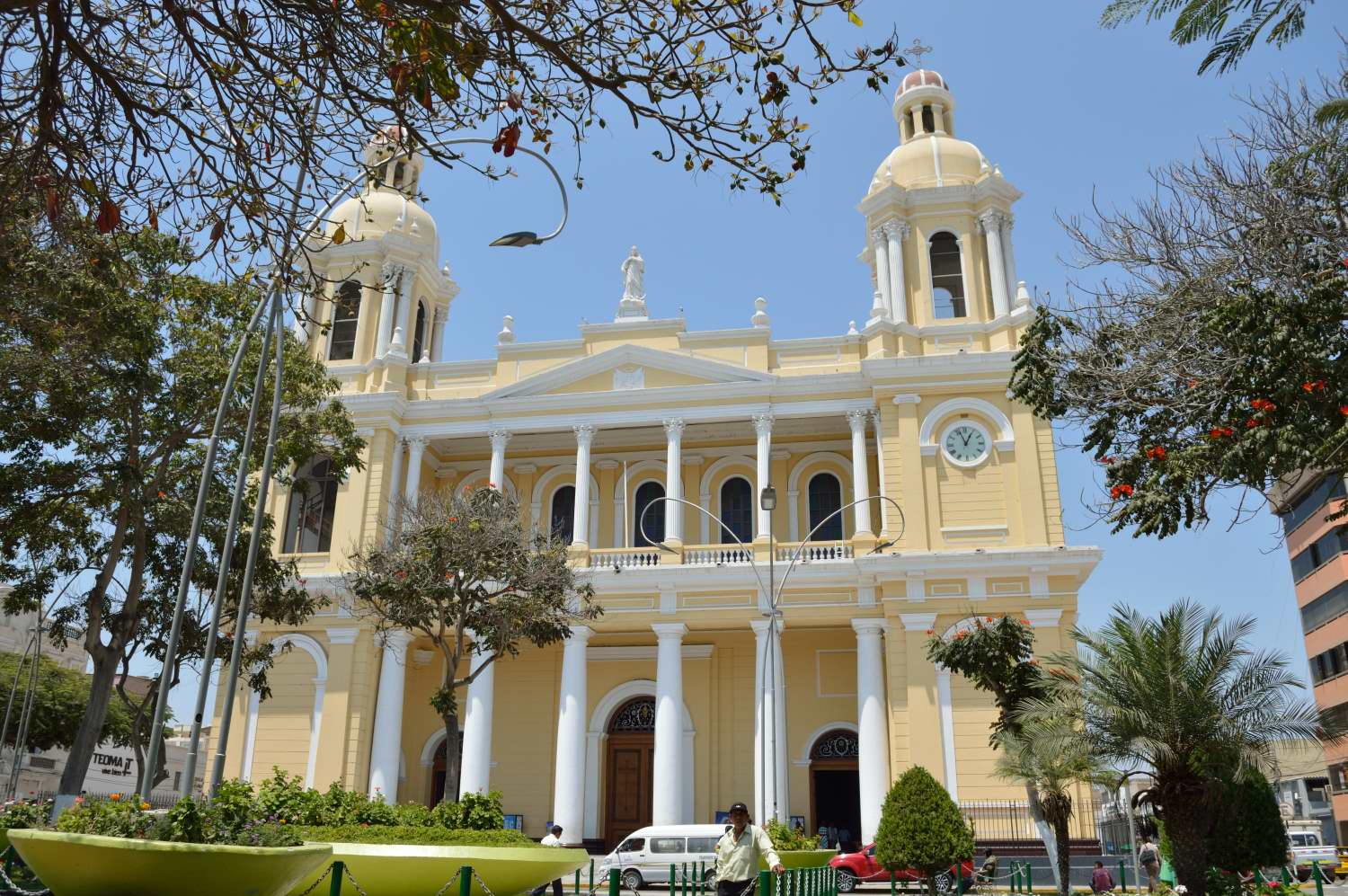
كاتدرائية تشيكلايو
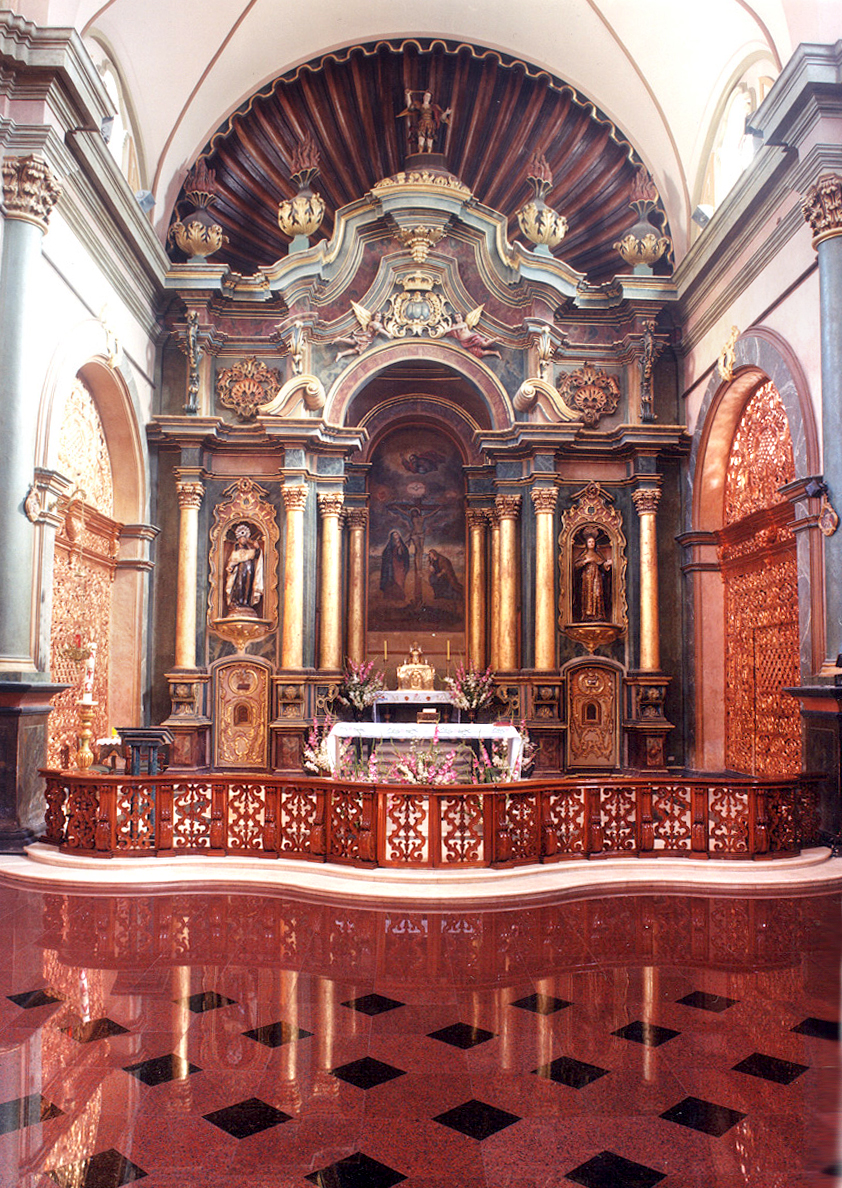
مذبح كنيسة ودير الناصري
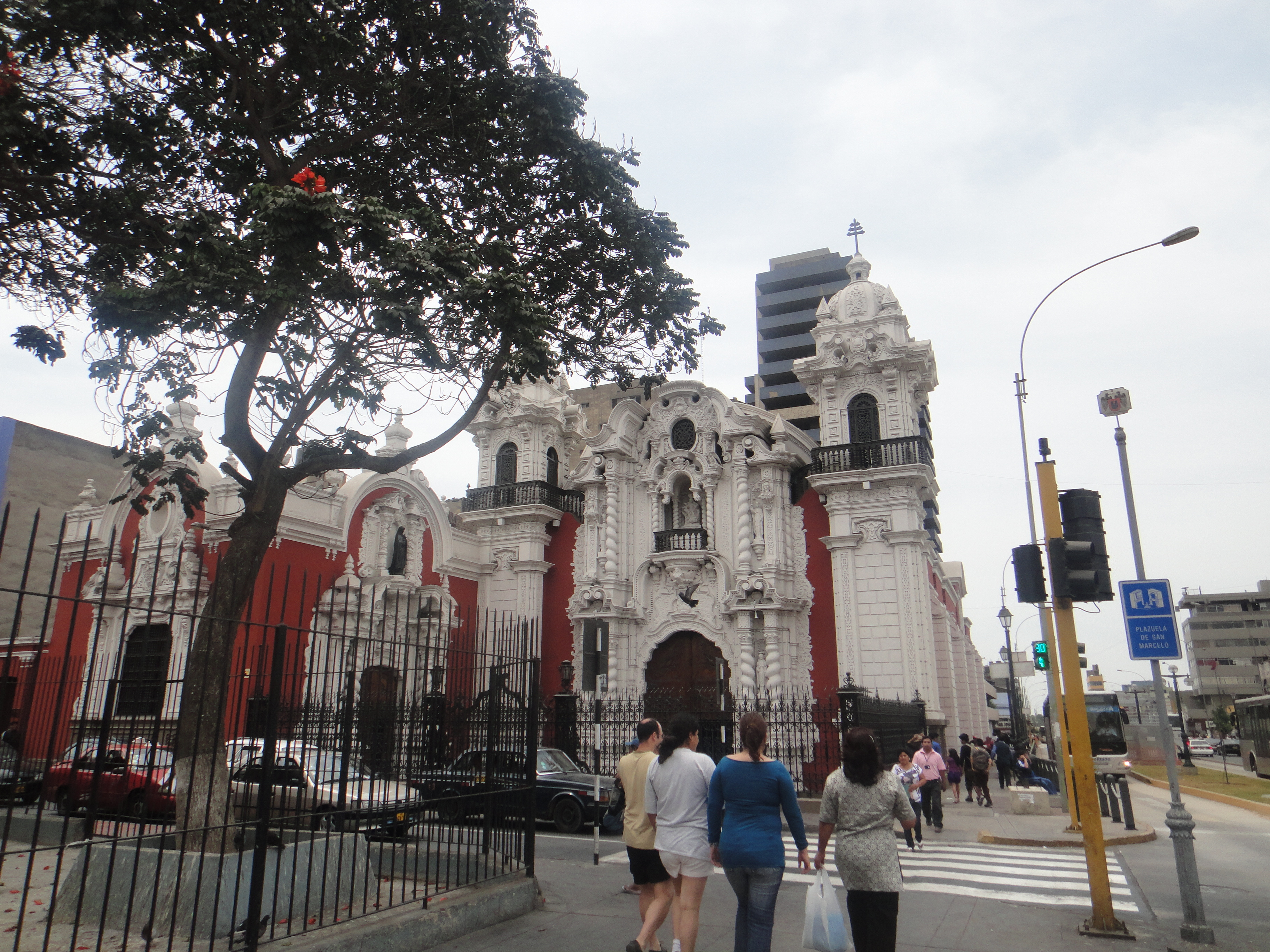
كنيسة القديس مرسيلو في ليما
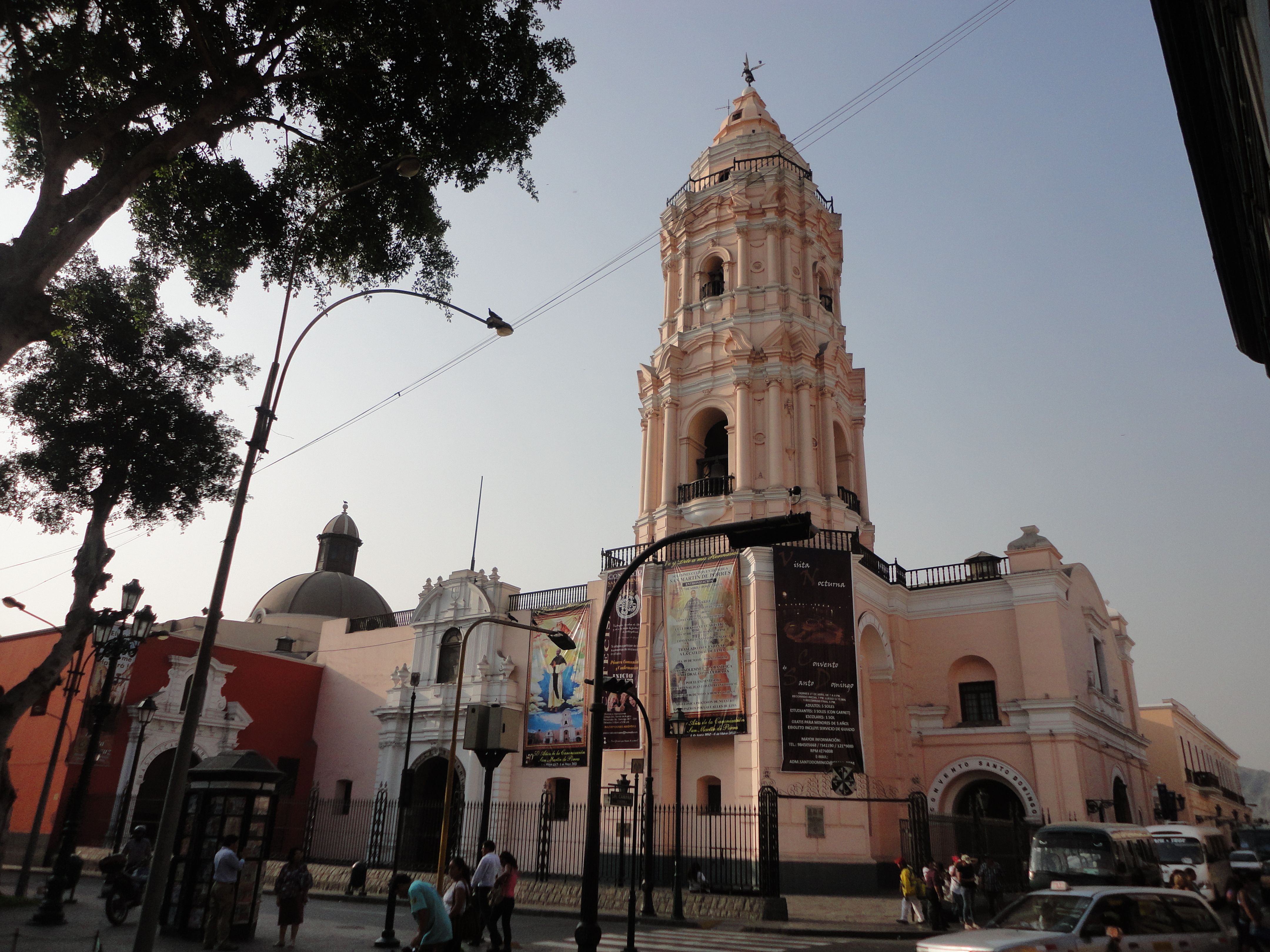
كنيسة القديس دومينيك في ليما
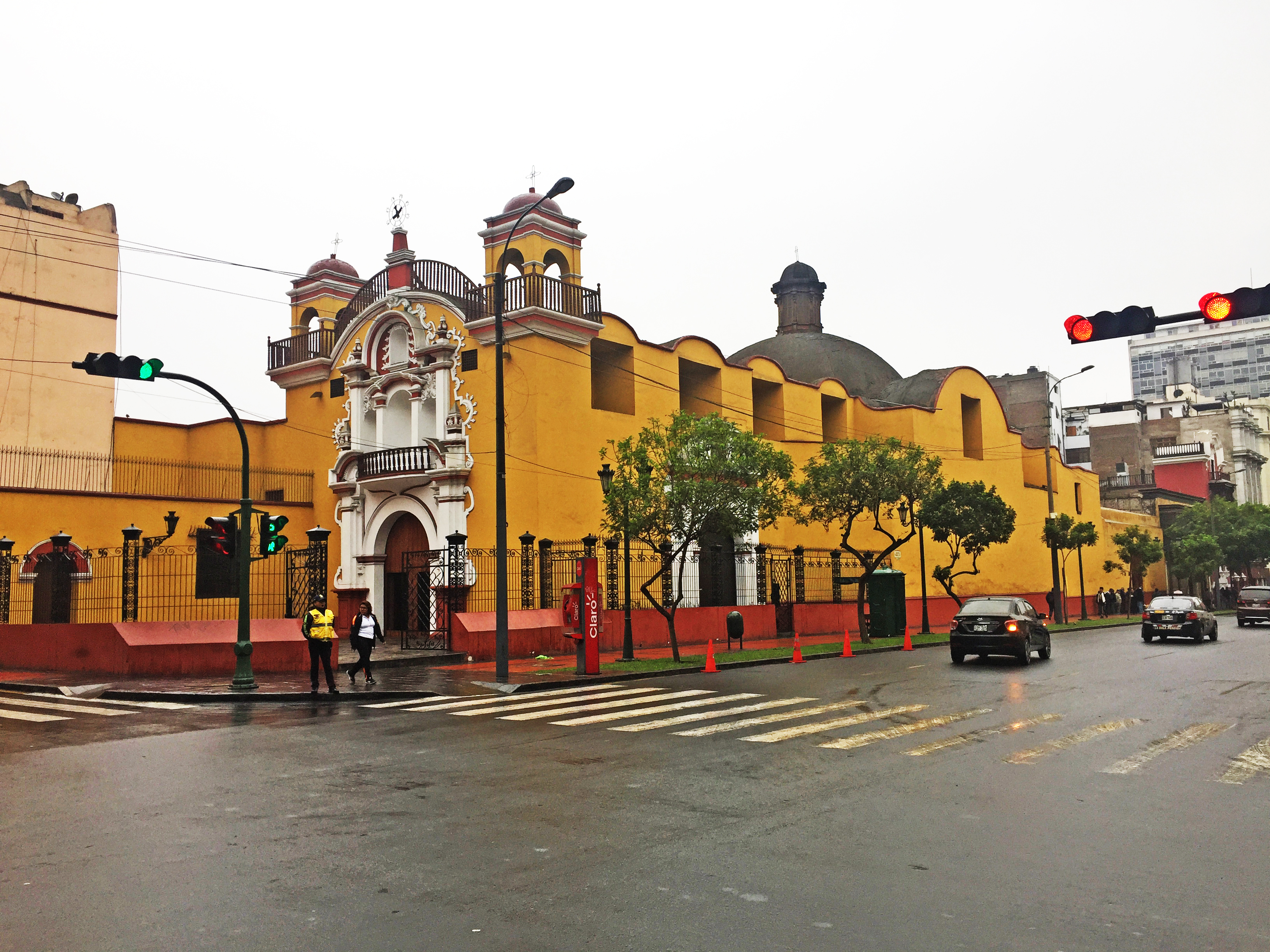
كنيسة ودير يسوع ومريم ويوسف في ليما